# RMS Titanic
Titanic là chiếc tàu vượt đại dương chở khách chạy bằng động cơ hơi nước đã đi vào lịch sử ngành hàng hải vì vụ tai nạn hàng hải đã xảy ra với nó cũng như những bí ẩn liên quan. Tên chính thức của nó là RMS Titanic (RMS là viết tắt của Royal Mail Ship). Tàu bắt đầu được đóng vào năm 1909 và được hạ thủy năm 1912. Là con tàu lớn, hiện đại, lộng lẫy và sang trọng nhất lúc đó, Titanic mang theo tham vọng thống trị tuyến đường biển xuyên Đại Tây Dương của công ty sở hữu nó, hãng vận tải biển The White Star Line. Tuy nhiên, trong chuyến vượt Đại Tây Dương đầu tiên và cũng là cuối cùng của nó vào tháng 4 năm 1912, Titanic đã đắm do đâm vào một tảng băng trôi, khiến hơn 1.500 người tử nạn. Vụ đắm tàu này đã đi vào lịch sử như là vụ tai nạn hàng hải nghiêm trọng nhất trong thời bình.
Thảm họa Titanic đã là đề tài cho hàng loạt các cuộc điều tra, kiện tụng, giả thuyết ly kì đồng thời dẫn đến các thay đổi lớn trong quy định an toàn hàng hải quốc tế. Titanic cũng trở thành bối cảnh và đề tài cho rất nhiều tác phẩm văn học, hội họa và điện ảnh.

## Các đặc điểm

### Xưởng đóng tàuHarland and Wolff

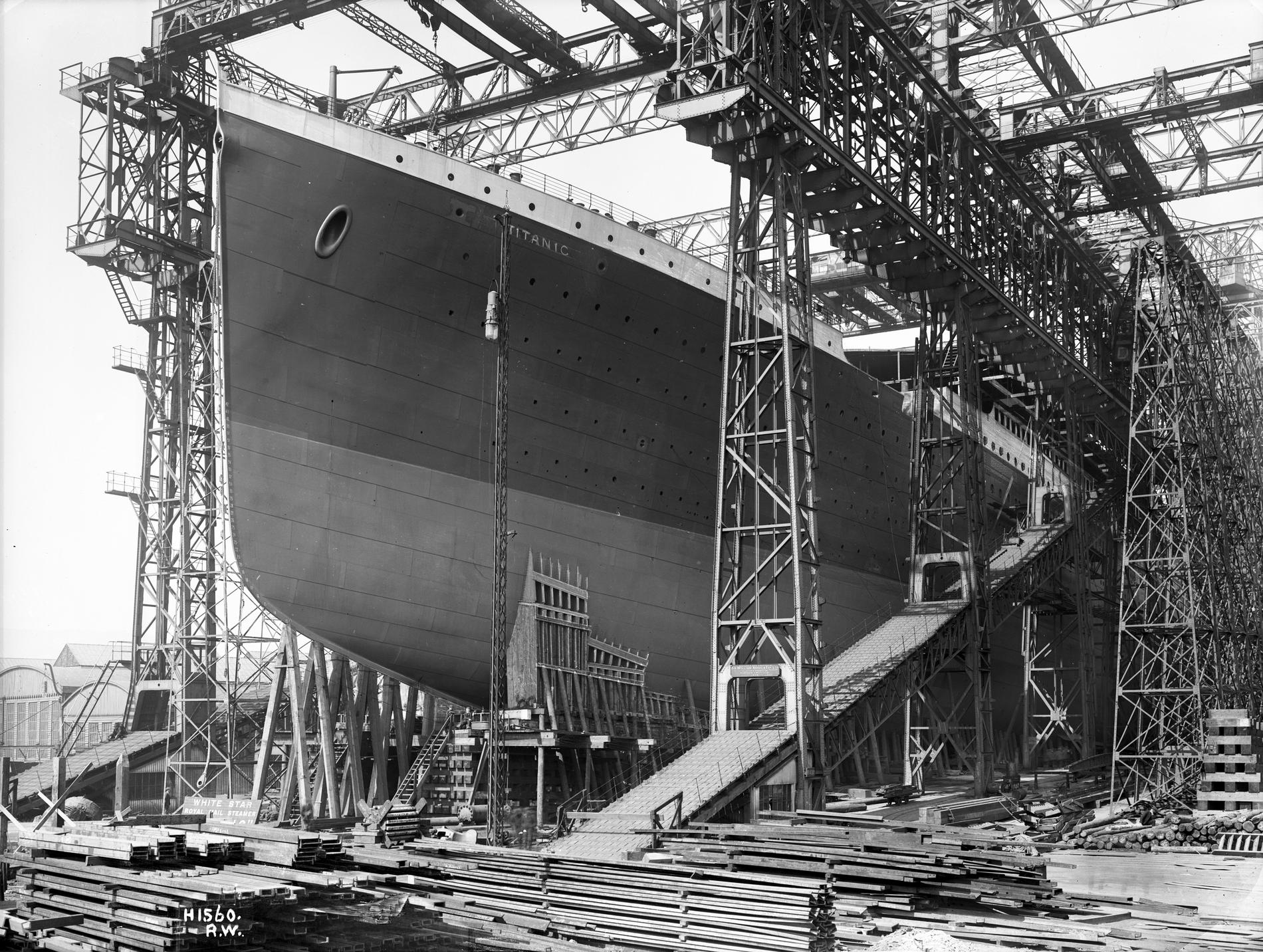
Titanic sẵn sàng hạ thủy.

Titanic là một chiếc tàu biển chở khách của Công ty White Star Line được đóng tại xưởng đóng tàu Harland and Wolff ở Belfast và được thiết kế để cạnh tranh với những chiếc tàu sang trọng và có tốc độ nhanh Lusitania và Mauretania của Công ty Cunard Line đối thủ trên Đại Tây Dương. Titanic và những chiếc tàu chị em với mình Olympic cùng Gigantic, đều thuộc hạng Olympic và được dự định trở thành những chiếc tàu lớn nhất, sang trọng nhất từng hoạt động. (Cái tên Gigantic theo kế hoạch đã được đổi thành Britannic sau thảm hoạ.) Titanic được chủ tịch của Harland and Wolff Lord Pirrie, lãnh đạo phòng thiết kế của Harland and Wolff Thomas Andrews và quản lý Alexander Carlisle thiết kế, các kế hoạch thường xuyên được gửi tới giám đốc quản lý của White Star Line J. Bruce Ismay để lấy ý kiến và sự đồng thuận. Việc đóng tàu Titanic, được J.P. Morgan và International Mercantile Marine Co. của ông hỗ trợ vốn bắt đầu từ ngày 31 tháng 3 năm 1909. Titanic No. 401 được hạ thủy hai năm hai tháng sau ngày 31 tháng 5 năm 1911. Việc lắp đặt trang bị cho tàu Titanic hoàn thành vào ngày 31 tháng 3 năm sau.
Titanic dài 882 feet 9 inches (269 m) và rộng 92 feet 6 inches (28 m) ở sườn ngang (dài hơn 6 inches so với chiếc tàu chị em là RMS Olympic). Tổng lượng chất tải đăng ký là 46.328 tấn, và chiều cao từ mặt nước tới boong tàu là 60 feet (18 m). Nó có hai động cơ hơi nước ngược pít tông bốn xi lanh và một tuốc bin Parsons. Những động cơ này làm quay ba chân vịt. Có 25 nồi hơi hai đầu và bốn cái một đầu kiểu Scotch được đun nóng bởi 159 lò đốt than khiến nó có thể đạt tới tốc độ tối đa 23 knot (43 km/g). Chỉ ba trong số bốn chiếc ống khói cao 63 foot (19 m) của nó hoạt động; chiếc thứ tư được dùng thông gió, và được thêm vào để con tàu có hình dáng ấn tượng hơn. Titanic có thể chở tổng cộng 3.547 người gồm cả thủy thủ đoàn, và bởi vì nó có chở thư, tên của nó được thêm tiền tố RMS (Royal Mail Steamer) cũng như SS (Steam Ship).
Titanic được coi là một đỉnh cao của kiến trúc hàng hải và là một tiến bộ công nghệ, và được tạp chí The Shipbuilder ca ngợi là "không thể chìm".
Titanic có vỏ hai lớp, chứa 44 bể nước dùng cho nồi hơn và đồ dằn để giữ nó cân bằng trên biển
 (những chiếc tàu sau này cũng có vỏ hai lớp). Titanic có số thuyền cứu sinh lớn hơn tiêu chuẩn, tổng số 20 chiếc (dù vẫn chưa đủ cho toàn bộ hành khách), và những nhà thiết kế đã thảo luận về việc lắp đặt thêm số thuyền cứu sinh, phụ thuộc vào các vấn đề về chi phí. Titanic được chia thành 16 khoang với cửa ngăn, đóng mở bằng các then cửa điện từ và hoạt động với động tác tắt bật đơn giản từ đài chỉ huy của thuyền trưởng. Tuy nhiên, tính kín nước của cửa ngăn không đạt tới toàn bộ chiều cao của boong, mà chỉ tới boong hạng hai (E-Deck). Titanic vẫn nổi khi bốn khoang bất kỳ ngập nước, hay mười một trong số mười bốn khu thuộc ba khoang ngập nước, hay bốn khoang đầu/cuối ngập nước, ngoài ra nó sẽ chìm.

### Sự xa hoa tột bậc

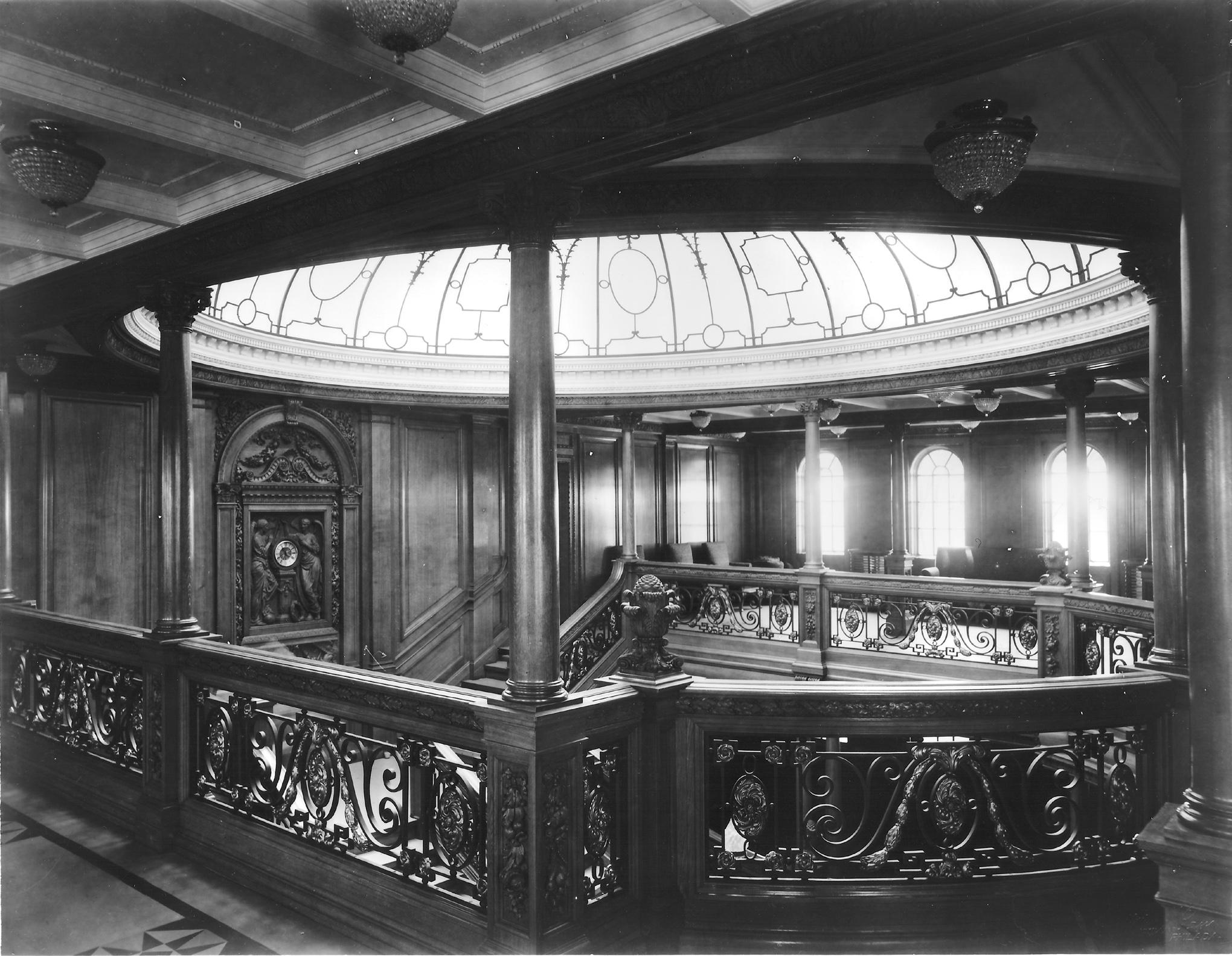
Cầu thang lớn ở khoang hạng nhất trên Titanic

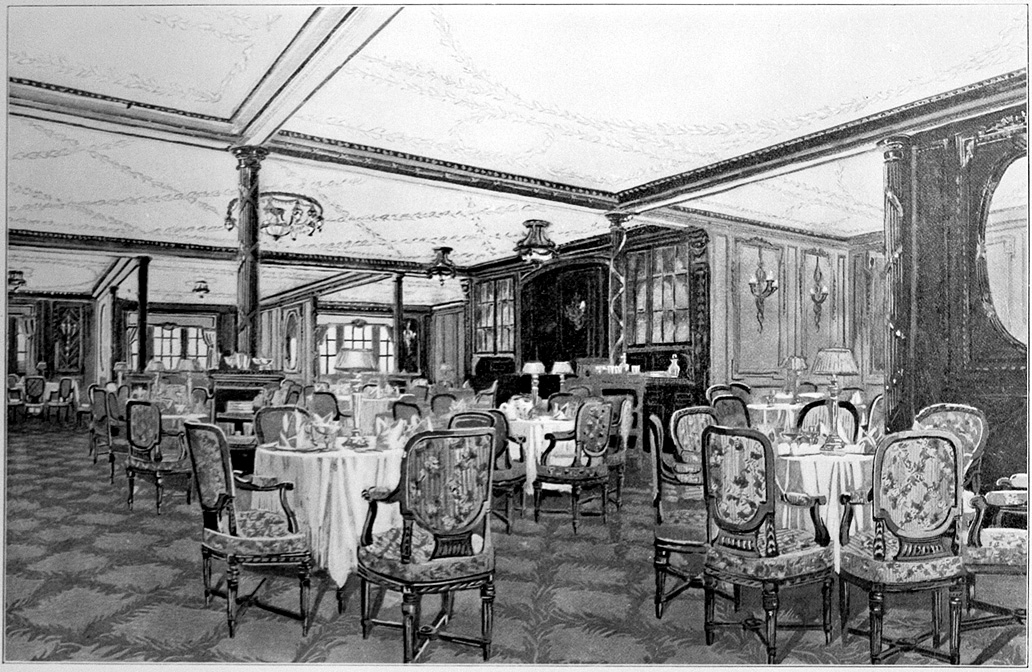
Nhà hàng A La Carte trên tàu

Ở thời đó, Titanic là chiếc tàu xa hoa và lộng lẫy nhất. Nó có một bể bơi trên boong, một phòng tập thể dục, một nhà tắm Thổ Nhĩ Kỳ, một thư viện, và một sân squash. Các phòng hạng nhất thông thường được ốp bằng những thanh gỗ chạm khắc tỉ mỉ, đồ đạc đắt tiền và các trang trí sang trọng khác. Hơn nữa, quán Café Parisienne cung cấp những món ăn tuyệt vời cho khách hạng nhất với một hàng hiên ngập nắng cùng những trang trí tinh xảo.
Trang bị tại các phòng hạng hai và hạng ba có lẽ cũng được xếp hàng sang trọng so với những phòng đồng hạng trên các con tàu khác thời ấy. Titanic có ba thang máy dành riêng cho những khách hạng nhất và một sự cải tiến khác, thêm một thang dành cho khách hạng hai.
Nơi được trang trí đẹp nhất trong nội thất con tàu chắc chắn là cầu thang khu vực hạng nhất, nằm giữa ống khói thứ nhất và thứ hai. Cầu thang kéo dài xuống boong hạng hai và được trang trí bằng các phiến gỗ sồi và có lan can mạ vàng, trên đỉnh là một vòm kim loại kính trang trí tỉ mỉ để lấy ánh sáng trời. Đỉnh cầu thang là một tấm gỗ lớn treo một chiếc đồng hồ với những chữ số biểu tượng theo Honour and Glory crowning Time. Một cầu thang tương tự nhưng ít được trang trí hơn nằm giữa ống khói thứ ba và thứ tư.

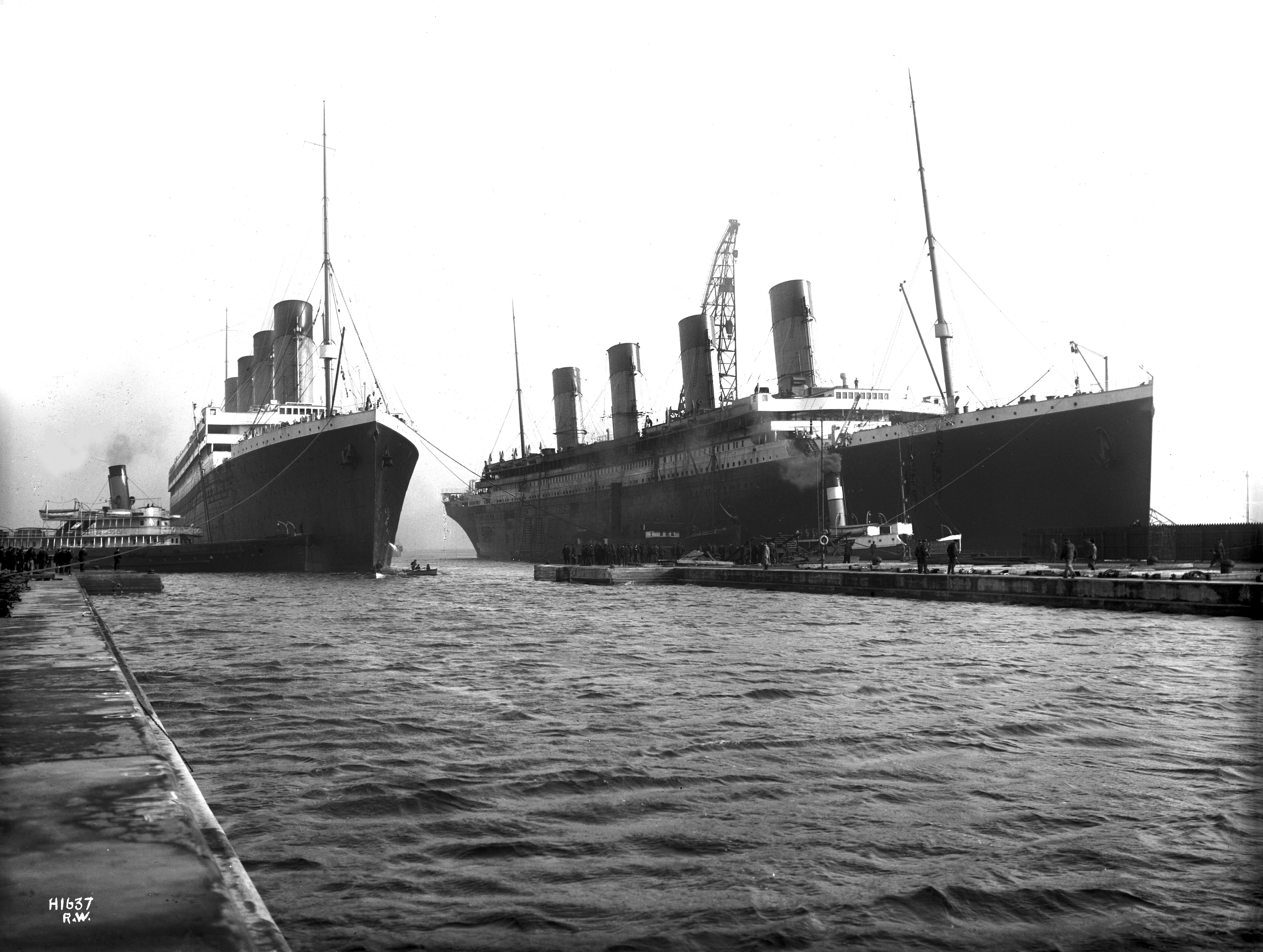
6 tháng 3 1912: Titanic (bên phải) đang được di chuyển ra khỏi cảng cạn để người chị em của nó, tàu Olympic (bên trái), được kéo vào thay thế chân vịt đã mất.

### So sánh với chiếcOlympic
Titanic hầu như giống hệt với chiếc Olympic trước đó và chỉ có một chút khác biệt — một số khác biệt này đã được Bruce Ismay chỉ ra dựa trên những quan sát của ông với chiếc Olympic. Hai trong số những khác biệt đáng chú ý nhất là nửa phần đường đi dạo phía trước của chiếc Titanic trên boong hạng nhất (A-Deck) (dưới boong đặt thuyền cứu sinh) đã được bao kín cách biệt với thời tiết bên ngoài, và hình dạng boong hạng hai của nó hoàn toàn khác so với chiếc Olympic. Titanic có một nhà hàng đặc sản tên gọi Café Parisienne, một đặc điểm mãi tới năm 1913 chiếc Olympic mới có. Một số thiếu sót trên chiếc Olympic, như tiếng kẽo kẹt của khớp nối co giãn phía đuôi, đã được chỉnh sửa trên chiếc Titanic. Những khác biệt khác, như ánh sáng tự nhiên vào boong hạng nhất có hình tròn trong khi ở chiếc Olympic có hình oval. Phòng lái chiếc Titanic hẹp và dài hơn trên chiếc Olympic. Những khác biệt này, và một số thay đổi khác khiến chiếc Titanic lớn hơn chiếc Olympic 1.004 tấn.

## Hành khách

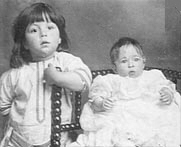
Millvina Dean (2/2/1912 - 31/5/2009), nữ hành khách trẻ tuổi nhất trên tàu

Danh sách hành khách hạng nhất trên chuyến đi đầu tiên của Titanic gồm một số người giàu có và nổi tiếng nhất thế giới. Trong số họ có nhà triệu phú John Jacob Astor IV, người được coi là giàu nhất trên tàu và bà vợ Madeleine đang mang thai; nhà công nghiệp Benjamin Guggenheim; người sở hữu tập đoàn bán hàng Macy's Isidor Straus và vợ Ida; triệu phú người Denver Margaret "Molly" Brown người được xem là chưa bao giờ biết gục ngã; Ông Cosmo Duff Gordon và vợ, nhà thiết kế thời trang Lady Duff-Gordon chuyên thiết kế quần áo lót cho giới quý tộc; trùm dịch vụ xe chở khách công cộng George Dunton Widener, vợ Eleanor và con trai 27 tuổi, Harry Elkins Widener; Ủy viên Đường sắt Pennsylvania John Borland Thayer, vợ Marion và con trai 17 tuổi, Jack; nhà báo William Thomas Stead; Charles Hays, chủ tịch Grand Trunk Railway của Canada, với vợ, con gái, con rể và hai nhân viên, Noël Leslie, Nữ bá tước của Rothes; sĩ quan phụ tá Tổng thống Hoa Kỳ Archibald Butt; tác gia nổi tiếng Helen Churchill Candee; tác gia Jacques Futrelle, vợ ông May, và bạn bè, những đạo diễn sân khấu Broadway Henry và Rene Harris; nhà văn và họa sĩ Francis Davis Millet; doanh nhân hàng không Pierre Maréchal Sr.; diễn viên phim câm Mỹ Dorothy Gibson, giám đốc điều hành White Star Line J. Bruce Ismay (sống sót sau vụ thảm hoạ) và, trong số những người tham gia đóng tàu, Thomas Andrews, có mặt trên boong để quan sát vấn đề có thể xảy ra và đánh giá mức độ hoạt động của con tàu mới.
Những người khách hạng nhất khác, cũng nổi tiếng trong giai thoại về chiếc Titanic là Giáo sư A.P. Kiehl và Tướng Sam Hawkins đều là nhân vật tưởng tượng.
Trong số những hành khách khoang hạng hai có Lawrence Beesley, một nhà báo đã viết một trong những bài bình luận trực tiếp về chuyến đi và sự kiện đắm tàu. Ông rời tàu trên chiếc Thuyền cứu sinh số 13. Cha Thomas R.D. Byles là một linh mục Công giáo đang trên đường tới Hoa Kỳ tham gia lễ cưới của người em trai. Cũng trong số khách hạng hai còn có Michel Navratil, một người Pháp đã bắt cóc hai con trai của mình là Michel Jr. và Edmond và đang đưa chúng sang Mỹ.
Cả J. P. Morgan và Ton Hershey đều có kế hoạch đi trên chiếc Titanic nhưng đã hủy chỗ trước chuyến đi.

## Thảm hoạ

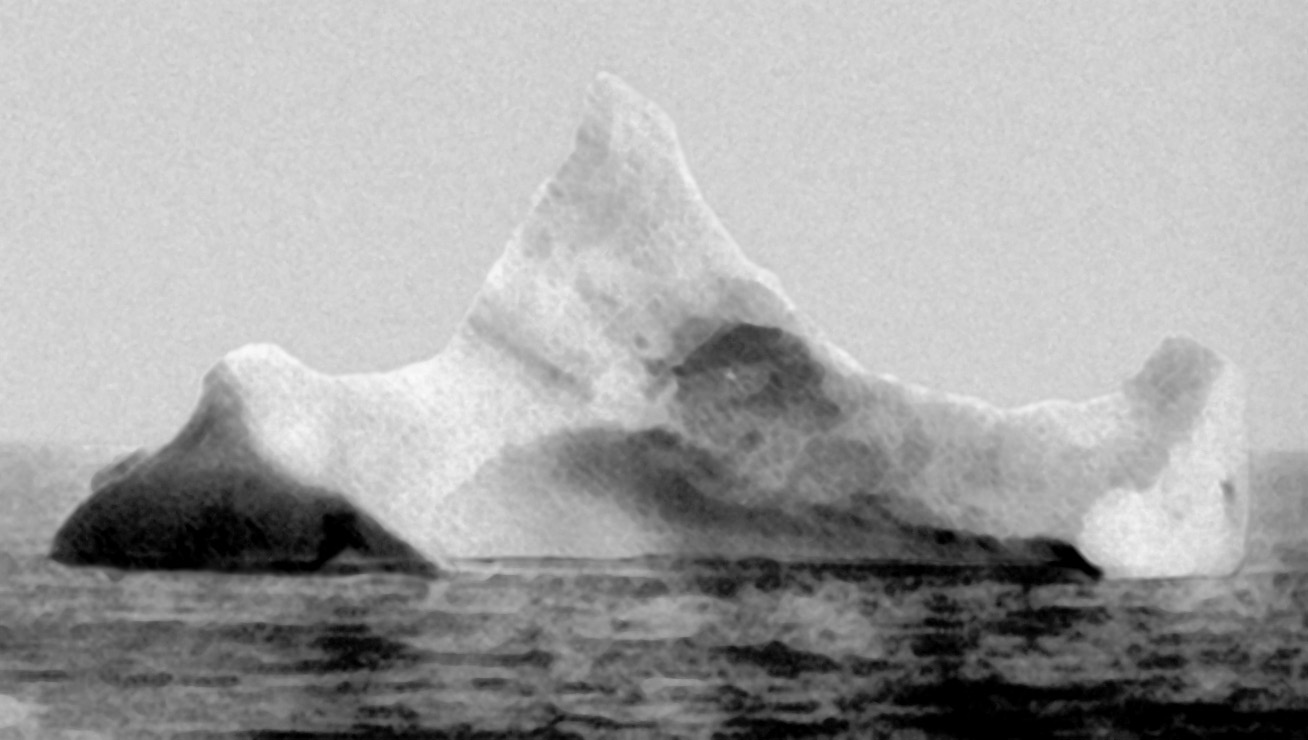
Núi băng được cho là đã làm chìm RMS Titanic

Đêm ngày 14-15 tháng 4 năm 1912, chiếc Titanic đâm phải một núi băng và chìm, với con số thiệt hại nhân mạng lớn. Nhiều con số về số người hành khách và thủy thủ đoàn thiệt mạng đã được đưa ra. Điều tra của Thượng viện Hoa Kỳ đưa ra con số 1.517 người thiệt mạng trong vụ tai nạn, trong khi cuộc điều tra của Anh cho con số này là 1.490 người.
Dù sao chăng nữa, mức độ thảm khốc của sự kiện này đã được xếp hạng là một trong những thảm hoạ hàng hải lớn nhất và nổi tiếng nhất trong thời bình. Thiết kế của Titanic sử dụng một số kỹ thuật tiên tiến nhất thời ấy, và chiếc tàu được hầu như tất cả mọi người tin rằng "không thể chìm". Đó là một cú sốc lớn, bởi dù có những kỹ thuật tiên tiến và thủy thủ đoàn giàu kinh nghiệm, chiếc Titanic đã chìm với số thiệt hại nhân mạng to lớn. Các phương tiện truyền thông đại chúng nóng lên vì những nạn nhân Titanic là người nổi tiếng, vì những huyền thoại về điều đã diễn ra trên boong tàu, vì những thay đổi sau đó của luật hàng hải, và sự khám phá xác tàu Titanic vào năm 1985 bởi một đội do Robert Ballard và Jean Louis Michel dẫn đầu khiến chiếc Titanic vẫn rất nổi tiếng dù đã nhiều năm trôi qua. Rõ ràng núi băng đã phá vỡ các tấm vỏ tàu, làm thủng một lỗ lớn khiến nước băng lạnh giá tràn vào trong Titanic.

### Thảm họa và những mốc thời gian

#### ChiếcCarpathiatới New York
Chiếc Carpathia bỏ neo tại Bến 54 ở Đường số 12 Little West ở New York với những người sống sót. Nó tới vào buổi đêm và được hàng ngàn người chờ đón. Titanic đã dự định bỏ neo tại Bến 59 ở Đường số 20. Carpathia thả những chiếc thuyền cứu sinh rỗng của Titanic tại Bến 59, chúng thuộc sở hữu của White Star Line, trước khi đưa những hành khách còn sống sót xuống Bến 54.
Cả hai bến đều thuộc Bến Chelsea được xây dựng dành riêng cho những con tàu chở khách hạng sang thời đó.

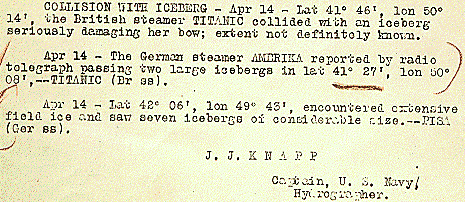
Trích lục từ bản ghi nhớ của Hải quân Hoa Kỳ liên quan tới Titanic

Khi tin tức về thảm họa lan đi, nhiều người bị sốc vì chiếc tàu Titanic có thể chìm với số thiệt hại nhân mạng lớn đến như vậy, dù nó được đóng với nhiều kỹ thuật tân tiến. Báo chí đầy những câu chuyện và những miêu tả về thảm họa và luôn săn lùng tin tức mới nhất. Nhiều hội từ thiện được lập ra để giúp các nạn nhân và gia đình họ, nhiều gia đình đã mất đi lao động chính, hay, trong trường hợp những người khách hạng ba còn sống sót, mọi thứ họ có. Người dân Southampton bị ảnh hưởng nhiều nhất vụ đắm tàu. Theo tờ Hampshire Chronicle ngày 20 tháng 4 năm 1912, hầu như 1.000 gia đình địa phương đều bị ảnh hưởng trực tiếp. Hầu như mọi con phố thuộc quận Chapel trong thị trấn đều mất ít nhất một người dân và hơn 500 gia đình mất một thành viên của họ.

#### Điều tra, các quy định an toàn vàCalifornian
Thậm chí trước khi những người sống sót về tới New York, những cuộc điều tra đã được lên kế hoạch nhằm tìm hiểu điều gì đã xảy ra với Titanic, và điều cần làm để tránh một tai nạn tương tự. Thượng viện Hoa Kỳ đã bắt đầu cuộc điều tra về thảm hoạ Titanic ngày 19 tháng 4, một ngày sau khi chiếc Carpathia cập cảng New York.
Chủ tịch cuộc điều tra, Thượng nghị sĩ William Alden Smith, muốn thu thập những lời chứng từ phía hành khách và thủy thủ đoàn khi các sự kiện vẫn còn nóng hổi trong tâm trí họ. Smith cũng cần yêu cầu trình diện tòa án đối với các công dân Anh khi họ vẫn đang trên lãnh thổ Mỹ. Cuộc điều tra của người Mỹ kéo dài tới ngày 25 tháng 5.
Sir Mersey được chỉ định lãnh đạo cuộc điều tra thảm họa của Phòng thương mại Anh Quốc. Cuộc điều tra của người Anh diễn ra từ ngày 2 tháng 5 tới 3 tháng 7. Mỗi cuộc điều tra đều lấy lời tường thuật từ cả các hành khách và thủy thủ đoàn Titanic, thủy thủ đoàn chiếc The Californian của Leyland Line, Thuyền trưởng Arthur Rostron chiếc Carpathia và các chuyên gia khác.
Những cuộc điều tra cho thấy nhiều quy định an toàn đã quá lỗi thời và cần thiết phải có các luật mới. Nhiều cải tiến về quy định an toàn hàng hải đối đã được áp dụng, gồm cả việc cải tiến thân tàu và thiết kế vách ngăn, quyền đi lại của hành khách trên toàn bộ con tàu, các yêu cầu về thuyền cứu sinh, thiết kế áo phao, huấn luyện an toàn, thông tin cho hành khách, luật về liên lạc radio, vân vân. Những nhà điều tra cũng thấy rằng Titanic có đủ chỗ trên thuyền cứu sinh cho toàn bộ hành khách hạng nhất, nhưng khách các hạng còn lại không hề được quan tâm. Trên thực tế, đa số hành khách ở khoang hạng ba, hay hạng bét, không hề biết vị trí các thuyền cứu sinh ở đâu, cũng không có nhiều lối để lên các boong trên nơi đặt thuyền. (Theo báo cáo của Lloyd's, tỷ lệ khách nam trên khoang hạng nhất sống sót cao hơn tỷ lệ này của phụ nữ và trẻ em ở khoang hạng ba.)

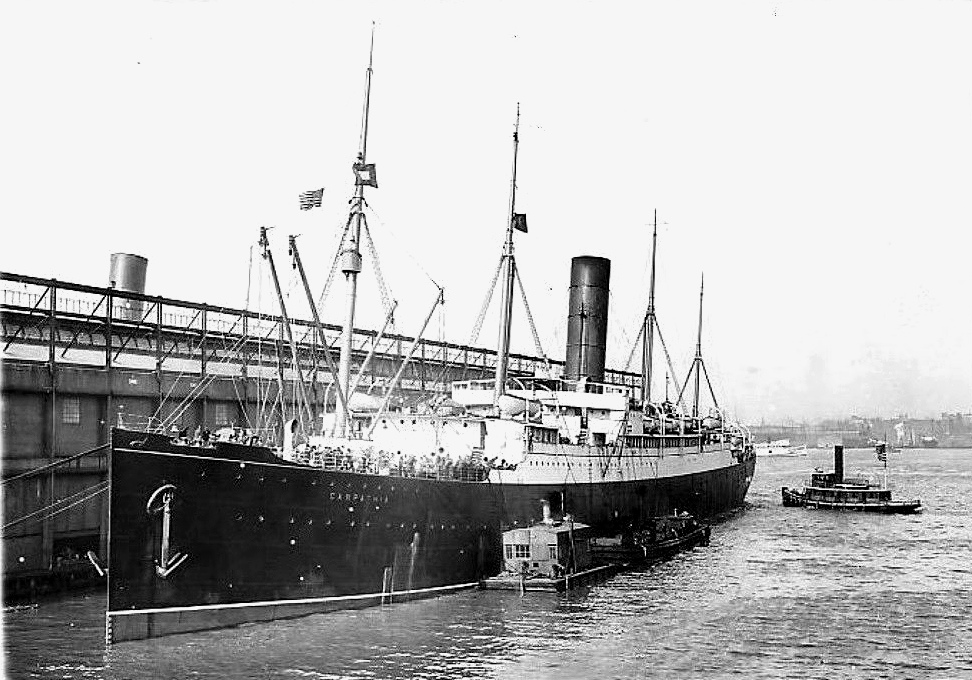
Carpathia đậu tại Bến 54 ở New York sau khi tham gia cứu hộ

Cả hai cuộc điều tra vụ tai nạn đều thấy rằng chiếc Californian và Thuyền trưởng Stanley Lord, đã không thể giúp đỡ Titanic một cách hiệu quả. Những lời chứng trước cuộc điều tra cho thấy, lúc 10:10 tối, chiếc Californian quan sát thấy ánh sáng của một con tàu ở phía nam; sau đó Thuyền trưởng Lord và sĩ quan hạng ba (người thay Lord chỉ huy lúc 10:10) đồng ý với nhau rằng đó là một chiếc tàu chở khách. Chiếc Californian đã cảnh báo con tàu kia về một núi băng khiến họ phải dừng lại trong đêm. Lúc 11:50 tối, sĩ quan đã thấy ánh sáng trên con tàu kia tắt đi, giống như con tàu bỗng nhiên biến mất nhưng lại thấy ánh sáng phía trái của nó. Các tín hiệu Morse gửi tới con tàu kia, theo lệnh của Lord, đã được đánh đi năm lần trong khoảng 11:30 và 1:00 sáng, nhưng không hề được nhận biết. (Theo lời khai, đèn tín hiệu Morse của chiếc Californian chỉ có tầm hoạt động bốn dặm.)
Thuyền trưởng Lord đã đi ngủ lúc 11:30; tuy nhiên, sĩ quan hạng nhì, khi ấy đang trực, đã thông báo cho Lord rằng lúc 1:15 sáng con tàu kia đã bắn một quả pháo hiệu, tiếp đó là bốn quả nữa. Lord ngờ vực không biết chúng có phải là những "tín hiệu nội bộ công ty" hay không, có nghĩa là màu sắc được sử dụng để xác nhận tên hiệu. Sĩ quan thứ hai nói rằng anh ta "không biết", và rằng toàn bộ những quả pháo hiệu đều màu trắng. Thuyền trưởng Lord ra lệnh cho thủy thủ đoàn tiếp tục đánh tín hiệu Morse cho con tàu kia, và đi ngủ tiếp. Ba phát pháo hiệu tiếp sau được quan sát thấy lúc 1:50 và sĩ quan hạng nhì thấy con tàu kia trông rất kỳ lạ, như đang nghiêng trên mặt nước. Lúc 2:15 sáng, Lord được thông báo không còn nhìn thấy con tàu kia nữa. Lord một lần nữa hỏi những phát pháo hiệu có màu gì, và được trả lời tất cả đều màu trắng.
Californian cuối cùng cũng đã trả lời. Lúc 5:30 sáng sĩ quan hạng nhất đánh thức sĩ quan điện tín, thông báo với anh ta việc quan sát thấy nhiều phát pháo hiệu trong đêm và yêu cầu anh ta liên lạc với một con tàu nào đó. Chiếc Frankfurt đã thông báo với anh ta việc tàu Titanic chìm, Thuyền trưởng Lord được thông tin và con tàu bắt đầu tới hỗ trợ.
Những cuộc điều tra cũng khám phá thực tế tàu Californian ở gần Titanic hơn con số 19½ dặm (36 km) mà Thuyền trưởng Lord tưởng, và rằng đúng ra Lord đã phải đánh thức sĩ quan điện tín ngay sau khi nhận được tin về những phát pháo hiệu, và vì thế có thể hành động kịp thời để ngăn chặn thảm hoạ. Trước việc sĩ quan điện tín trên Californian không làm việc, 29 quốc gia đã phê chuẩn Luật Radio năm 1912, hợp lý hóa thông tin radio, đặc biệt trong trường hợp khẩn cấp.

### Sống sót và tử nạn

#### Thống kê chung
Theo báo cáo của ủy ban điều tra thành lập bởi Thượng viện Hoa Kỳ, trong tổng số 2.223 người trên tàu, chỉ 706 người sống sót; 1.517 người thiệt mạng. Trong số hành khách hạng nhất, 199 người được cứu (60,5%) và 130 người chết. Trong số hành khách hạng hai, 119 (44%) người sống và 166 người chết. Trong số hành khách hạng ba, 174 người được cứu (24,5%) và 536 người chết. Thủy thủ đoàn, 194 người được cứu (22%) và 682 người chết. Đặc biệt, toàn bộ nhân viên kỹ thuật 35 người (trong đó gồm 25 kỹ sư, 6 kỹ sư điện, 2 kỹ sư nồi hơi, một kỹ sư đường ống và một thư ký) đều thiệt mạng. 
Đa số người chết do không chịu nổi sự giảm thân nhiệt trong nước có nhiệt độ 28 °F (−2 °C). Ngoài ra, tỉ lệ tử vong cao cũng vì các thuyền cứu sinh đã không chở tối đa số người có thể. Cũng theo bản báo cáo trước Thượng viện Hoa Kỳ, Nếu các thuyền cứu sinh chở đủ sức chứa, 1.178 người có thể đã được cứu sống.

#### Người sống sót cuối cùng
- Millvina Dean (sinh 2 tháng 2 năm 1912), là người nhỏ tuổi nhất trên tàu Titanic, bà đã mất vào ngày 31 tháng 5 2009, là hành khách qua đời cuối cùng của tàu Titanic.

Hai người liên quan tới Titanic đã mất là:
- Barbara Joyce Dainton (họ tiền hôn West) (24 tháng 5 năm 1911 – 16 tháng 10 năm 2007)
- Lillian Gertrud Asplund (21 tháng 10 năm 1906 – 6 tháng 5 năm 2006) người Mỹ cuối cùng còn sống và cũng là người cuối cùng còn nhớ về vụ đắm tàu Titanic, mất tại nhà ở Shrewsbury, Massachusetts. Asplund, khi ấy mới 5 tuổi, đã mất cha và ba người anh em trai (một cặp sinh đôi) trong thảm hoạ. Mẹ bà Selma Asplund và người em trai Felix, khi ấy lên 3, sống sót.[12] Với cái chết của Lillian Gertrude Asplund, tất cả những người hành khách trải nghiệm thảm họa đắm tàu Titanic đều đã qua đời.

### Những giả thuyết về nguyên nhân thảm họa

#### Sai lầm khi đóng tàu

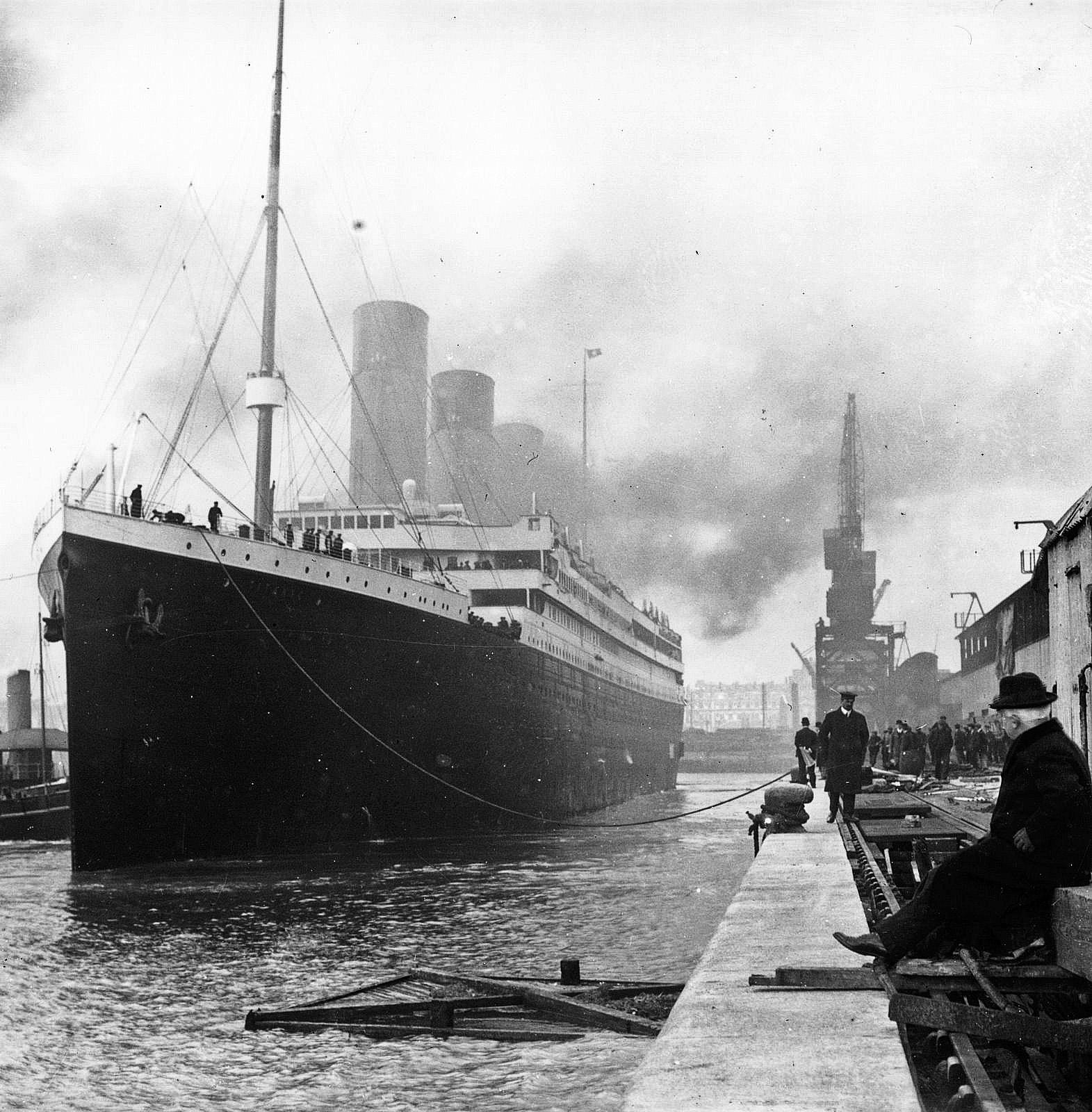
Titanic năm 1912

Dù chủ đề này hiếm khi được tranh luận, có một số ý kiến về việc liệu Titanic có được chế tạo theo những tiêu chuẩn được coi là đáp ứng đủ những yêu cầu kỹ thuật thời ấy. Những lời đồn đại về những sai lầm trong khi đóng tàu gồm cả những vấn đề với các cửa an toàn và thiếu hay không có các bu lông riêng tại các tấm thân tàu. Một số người nói rằng đây là một nguyên nhân chính dẫn tới đắm tàu và rằng núi băng, cộng với sự thiếu hụt bu lông cùng các đinh vít, cuối cùng đã dẫn tới kết cục thảm họa. Nhiều người tin rằng nếu các vách ngăn nước đảm bảo ngăn kín các khoang với nhau (chúng chỉ cao 10 feet trên mực nước), con tàu đã có thể nổi.
Tuy nhiên, cũng cần lưu ý rằng vỏ tàu Titanic được liên kết bằng đinh tán (rivet), là cách thông thường để liên kết các tấm kim loại với nhau, trong khi các bu lông có thể tháo ra được và vì thế yêu cầu phải được xiết chặt định kỳ trừ khi đai ốc và bu lông được hàn sau khi đã được bắt vít. Kỹ thuật hàn năm 1912 còn ở mức sơ khai, vì thế điều đó đã không diễn ra. Tuy khi các vấn đề về đinh tán của Titanic đã được xác định thông qua những mẫu vỏ tàu còn lại, nhiều chiếc khác cùng thời được áp dụng kỹ thuật tương tự đã không chìm sau các vụ va chạm. Có ý kiến cho rằng các đinh tán của Titanic không được tôi đầy đủ, khiến chúng giòn và dễ gãy khi xảy ra va chạm.
Việc các cửa ngăn đảm bảo kín nước có thể tăng khả năng sống sót của con tàu như Titanic, nhưng chúng cũng không thể đảm bảo khả năng sống sót của một con tàu với nhiều hư hỏng ngầm dưới mặt nước như Titanic sau vụ va chạm như vậy với núi băng: một núi băng lớn. Thậm chí nếu các khoang vẫn hoàn toàn kín nước, trọng lượng nước sẽ vẫn kéo phần mũi tàu chìm xuống tới lúc các điểm không kín nước ở boong trên bị ngập và nước vẫn tràn được vào tàu qua các cửa mạn và tàu vẫn chìm. Cũng cần lưu ý rằng các boong kín nước sẽ ảnh hưởng tới việc đi xuống những khoang bên dưới tàu và lại cần phải có những cửa sập kín nước, tất cả chúng đều phải hoàn toàn kín để có thể ngăn nước không tràn vào những nơi khác trên tàu. Khi vấn đề các boong kín nước có thể làm tăng khả năng sống sót của tàu không vẫn còn là một câu hỏi, nói chung tới tận ngày nay kiểu boong này vẫn bị coi là không có tính thực tiễn đối với tàu thủy thương mại (dù một số tàu quân sự, với nhiều nguy cơ bị ngập hơn khi trúng phải thủy lôi hay các loại mìn khác của đối phương, có được áp dụng kiểu boong này).
Cũng cần lưu ý rằng chiếc Olympic, được chế tạo tương tự từ cùng một xưởng đóng tàu như Titanic, đã nhiều lần xảy ra va chạm trong suốt đời hoạt động của nó, một vụ xảy ra trước khi Titanic chìm; và vỏ chiếc Olympic đã được sửa đổi để bảo vệ nó khỏi bị ngập khi có một vụ va chạm tương tự như con tàu em xấu số của nó. Không một vụ va chạm nào dẫn tới nguy cơ chìm tàu, cho thấy những chiếc tàu chở khách lớp Olympic được chế tạo đảm bảo yêu cầu và không hề có lỗi kỹ thuật.

#### Âm mưu phá hoại
Một lớp quan điểm nhỏ khác cho rằng đúng ra không phải Titanic mà chiếc Olympic đã chìm. Những người ủng hộ quan điểm này đưa ra bằng chứng của họ, gồm cả vụ tai nạn Hawke, hầu như đã làm hư hại chiếc Olympic. Động cơ được đưa ra là đánh đắm chiếc Olympic/Titanic để đòi tiền bảo hiểm. Những người này cũng nêu ra thực tế là cả hai chiếc đều được đưa lên ụ khô ở cùng xưởng tàu trong cùng một thời gian (có lẽ để sơn phết lại), và một con tàu với 3000 chiếc chăn trên boong (cho những người sống sót) đã đi trước tới điểm xảy ra va chạm, và những chi phí sửa chữa có lẽ được dành để chỉnh trang cho hai con tàu giống nhau hơn. Lý thuyết này đã bị bác bỏ hoàn toàn khi xác tàu được tìm thấy năm 1985.

#### Bánh lái củaTitanicvà khả năng xoay trở

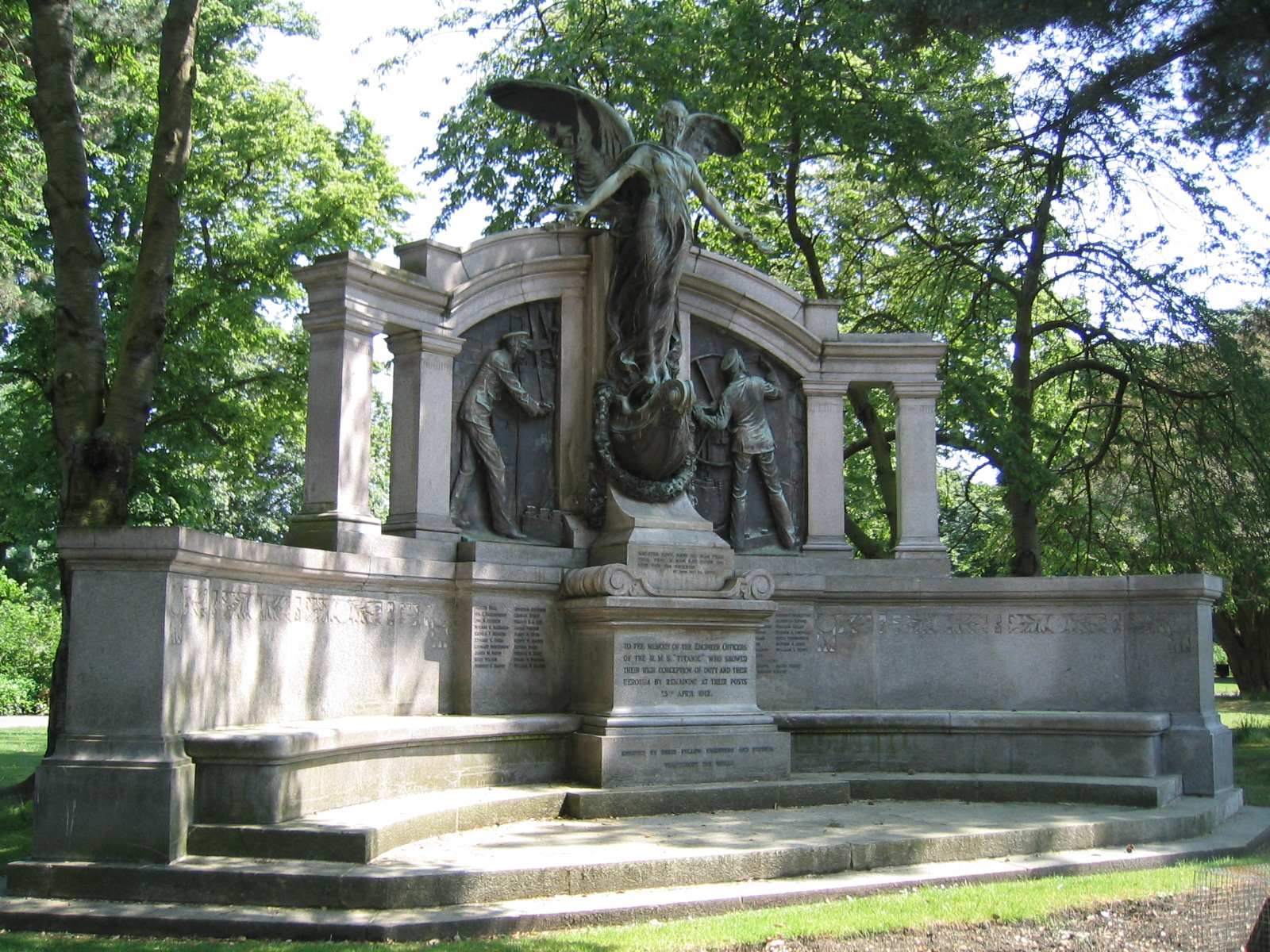
Đài tưởng niệm các thợ máy của Titanic tại Southampton

Dù bánh lái của Titanic không quá nhỏ theo yêu cầu đối với một con tàu ở cỡ của nó, thiết kế bánh lái không được áp dụng kỹ thuật tiên tiến. Theo những nhà nghiên cứu thuộc Hội Lịch sử Titanic: Bánh lái dài và mỏng của Titanic là bản copy của một chiếc tàu thép chạy buồm thế kỷ XIX. So với thiết kế bánh lái chiếc Mauretania hay Lusitania của Cunard, bánh lái của Titanic quá nhỏ. Rõ ràng không nhà thiết kế nào chú ý tới những tiến bộ trong kỹ thuật chế tạo bánh lái bản rộng, và không chú ý nhiều tới việc một con tàu dài 882½ feet (269 m) như nó sẽ xoay trở thế nào trong tình huống khẩn cấp, hay để tránh va chạm với một núi băng. Đây chính là Gót chân Achilles của Titanic.
Một sai lầm còn nghiêm trọng hơn với Titanic chính là định dạng động cơ ba chân vịt của nó, với hai động cơ hơi nước pittông truyền động cho hai chân vịt bên, và một tuốc bin hơi nước truyền động riêng cho chân vịt giữa. Các động cơ píttông có thể đảo chiều, còn động cơ tuốc bin không đảo chiều được. Khi Sĩ quan hạng nhất Murdoch ra lệnh đảo chiều động cơ để tránh núi băng, ông đã không lưu ý rằng việc này có thể gây ảnh hưởng tới khả năng quay của con tàu. Bởi vì động cơ giữa không thể đảo chiều khi tàu thực hiện "lùi hết tốc độ", đơn giản nó chỉ ngừng quay. Hơn nữa, chân vịt giữa được đặt phía trước bánh lái tàu, càng làm giảm hiệu quả quay của bánh lái.
Nếu Murdoch cho đảo chiều động cơ bên trái, và giảm tốc độ trong khi vẫn giữ chuyển động bình thường của hai chân vịt kia (như đã được đề nghị trong quy trình huấn luyện với kiểu tàu này), các chuyên gia đưa ra giả thuyết rằng Titanic có thể đã đi vòng quanh được núi băng và tránh được vụ va chạm. Tuy nhiên, với khoảng cách gần giữa con tàu với núi băng ở thời điểm phòng chỉ huy không hề được thông báo về vấn đề này, có lẽ nó cũng khó xảy ra.
Thêm nữa, các chuyên gia Titanic đưa ra giả thuyết nếu Titanic không đổi hướng chuyển động và lao thẳng về phía núi băng thì vụ va chạm chỉ ảnh hưởng tới khoang thứ nhất, hay nhiều nhất là hai khoang của tàu. Chiếc tàu chở khách Arizona của Guion cũng đã có vụ va chạm đối đầu với một núi băng năm 1879, và dù bị hư hại nặng nề nhưng vẫn cố về được St John's, Newfoundland để sửa chữa. Tuy nhiên, một số người cho rằng Titanic có lẽ không thể sống sót sau vụ va chạm như vậy bởi tốc độ của nó cao hơn và vỏ cũng lớn hơn chiếc Arizona và vì thế lực của cú đâm sẽ làm tổn hại tới tình trạng toàn vẹn kết cấu của nó.

#### Do lỗi của tài côngRobert HichensvàJoseph Bruce Ismay
Trong cuộc trả lời phỏng vấn với phóng viên của tờ nhật báo buổi sáng The Daily Telegraph phát hành tại Luân Đôn. Nữ doanh nhân kiêm văn sĩ người Anh Louise Patten - cháu nội của Charles Lightoller (1874 - 1952), sĩ quan bậc 2 trên tàu cũng là thành viên sống sót duy nhất trong ban chỉ huy Titanic tiết lộ "một bí ẩn thực sự về vụ đắm tàu" là do:
- Tài công Robert Hichens (1882 - 1940) do quá hoảng loạn trước hiểm họa núi băng trước mặt, nên đã vận hành tàu nhầm lẫn trong việc đổi hướng lái (do tàu Titanic được đóng vào thời điểm ngành hàng hải quốc tế chuyển từ thuyền buồm sang tàu sử dụng động cơ hơi nước. Nguyên lý bẻ lái sang trái khi muốn tàu rẽ phải và ngược lại. Còn với máy hơi nước thì muốn rẽ bên nào chỉ việc điều khiển bánh lái theo hướng đó).

- Mệnh lệnh từ Joseph Bruce Ismay (1862-1937), Chủ tịch kiêm Tổng giám đốc điều hành (CEO) Hãng White Star Line - cơ quan chủ quản RMS Titanic đang có mặt trên tàu. Viên chủ tàu Joseph Bruce Ismay không muốn cỗ phương tiện khổng lồ từng được mệnh danh là "không thể bị đắm" lại đứng yên giữa biển, chờ cứu hộ tới trong khi cứ chìm dần. Mệnh lệnh ban ra từ Joseph Bruce Ismay là bất khả kháng, buộc thuyền trưởng Edward John Smith phải tuân thủ. Nếu như Titanic tắt máy ngừng chuyển động và đứng yên tại chỗ, rất có thể con tàu sẽ trụ được chí ít tới khi lực lượng cứu hộ xuất hiện. Nếu tiếp tục dịch chuyển, đương nhiên áp lực nước sẽ khiến lỗ thủng ngày càng mở rộng khiến tàu nhanh chìm hơn.

### Ảnh hưởng, tác động từ thảm họa
Vụ đắm tàu RMS Titanic là một yếu tố gây ảnh hưởng tới thủ tục, thiết kế tàu, và thay đổi văn hóa hàng hải sau đó, như được liệt kê dưới đây.

#### Tuần tra cảnh báo núi băng Quốc tế
Thảm họa Titanic dẫn tới việc triệu tập Hội nghị Quốc tế về An toàn trên Biển tại Luân Đôn, ngày 12 tháng 11 năm 1913. Ngày 30 tháng 1 năm 1914, một hiệp ước được hội nghị thông qua dẫn tới sự hình thành quỹ quốc tế về Tuần tra Núi băng Quốc tế, một cơ quan của Lực lượng Bảo vệ Bờ biển Hoa Kỳ tới ngày nay vẫn đảm nhiệm việc quan sát và thông báo vị trí các núi băng ở Bắc Đại Tây Dương có thể là một mối đe dọa đối với giao thông xuyên Đại Tây Dương. Các bên tham gia cũng đồng ý đưa hành khách trên tàu đều được đảm bảo chỗ trên thuyền cứu sinh, các cuộc tập luyện an toàn phải được tiến hành đầy đủ, và liên lạc radio phải hoạt động 24/24 giờ và có thêm một nguồn điện dự phòng riêng, để không bao giờ bỏ qua bất kỳ một yêu cầu hỗ trợ nào. Thêm nữa, hội nghị cũng đồng thuận việc bắn pháo hiệu màu đỏ phải được hiểu là tín hiệu cầu cứu. Hiệp ước này theo dự định sẽ có hiệu lực từ ngày 1 tháng 7 năm 1915, nhưng đã bị trì hoãn bởi Chiến tranh thế giới thứ nhất.

#### Thiết kế của tàu thủy
Vụ đắm tàu Titanic cũng dẫn tới sự thay đổi trong thiết kế tàu thủy, và nhiều chiếc đang hoạt động như Olympic, cũng được tái trang bị để tăng độ an toàn. Bên cạnh việc tăng số lượng thuyền cứu sinh trên bong, những cải tiến khác như tăng cường độ thân vỏ và tăng chiều cao của các cửa kín nước. Các cửa kín nước trên Titanic chỉ cao 10 feet (3 m) trên mực nước, và sau khi Titanic đắm, các cửa kín nước trên những con tàu khác được kéo dài để đảm bảo các khoang kín nước hoàn toàn. Tuy Titanic có đáy hai lớp nhưng nó lại không có vỏ hai lớp; sau khi Titanic đắm, những con tàu mới được thiết kế với hai lớp vỏ; tương tự, những đáy hai lớp trên các con tàu khác (gồm cả Olympic) được kéo dài thêm lên trên mực nước biển, nhờ thế chúng cũng có vỏ hai lớp.

#### Đổi tên
Sau thảm hoạ, cái tên Gigantic bị coi là không còn thích hợp cho chiếc tàu chở khách hạng sang lớp Olympic thứ ba nữa. Nó được đổi tên thành Britannic. (Vì Chiến tranh thế giới thứ nhất, chiếc Britannic không còn được dùng chở khách; nó đã đắm khi đang hoạt động như một chiếc tàu cứu thương.)

#### Thuyền cứu sinh

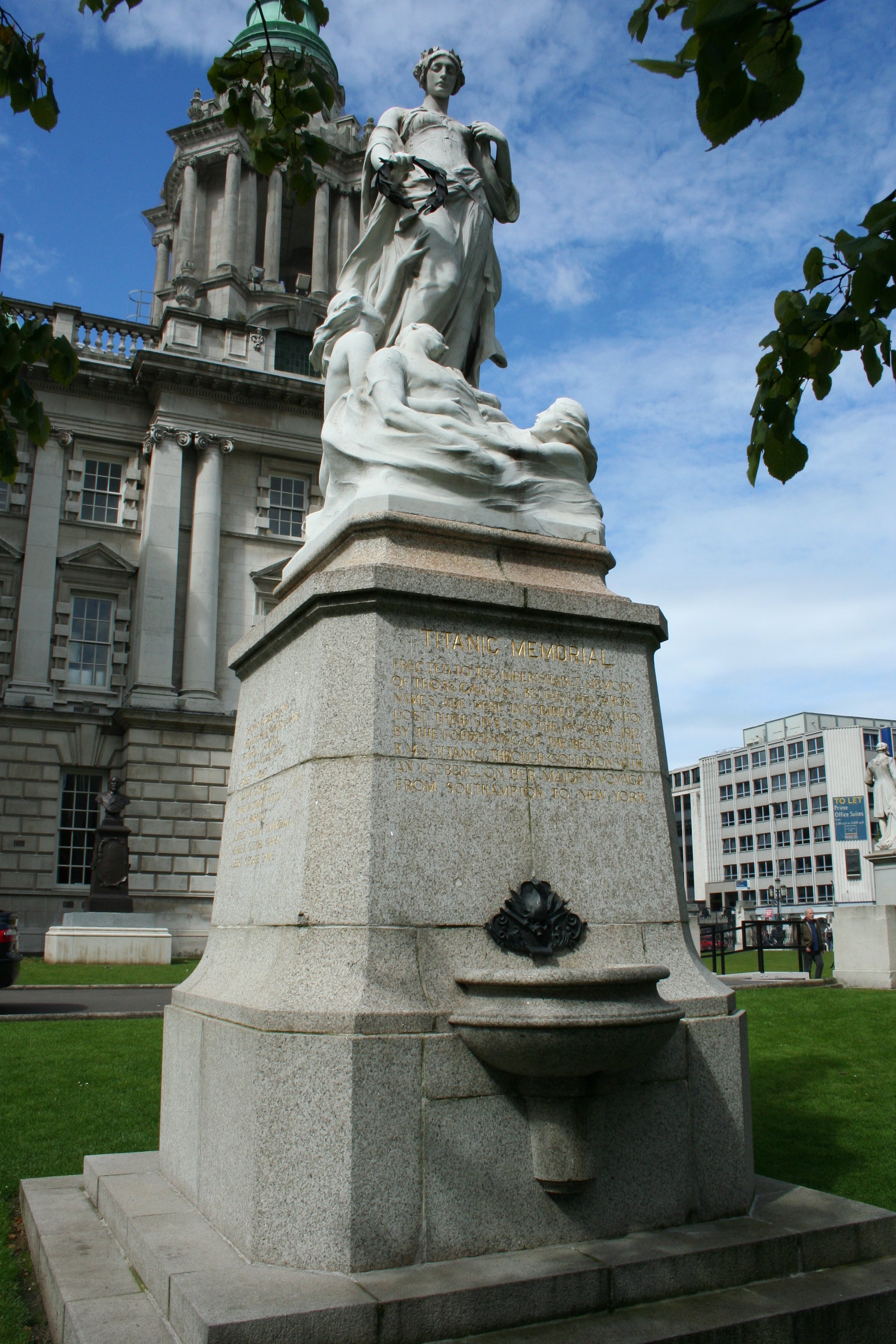
Đài tưởng niệm Titanic, trên đất của Tòa thị chính Thành phố Belfast, Bắc Ireland.

Không một nguyên nhân nào liên quan tới số thiệt hại nhân mạng to lớn của thảm họa Titanic khiến mọi người giận dữ bằng nguyên nhân nó không mang theo đủ thuyền cứu sinh. Đây một phần do luật thời ấy, được đưa vào áp dụng từ năm 1894, chỉ yêu cầu phải có tối thiểu 16 thuyền cứu sinh đối với những chiếc tàu trên 10.000 tấn. Từ thời điểm ấy, kích thước các con tàu đã tăng lên nhanh chóng, có nghĩa theo luật Titanic chỉ bị yêu cầu phải mang theo số thuyền cứu sinh đủ cho chưa tới một nửa số người trên boong. Thực tế, White Star Line đã trang bị vượt yêu cầu khi thêm bốn chiếc thuyền gấp— đủ chỗ cho hơi nhỉnh hơn một nửa số hành khách và thủy thủ.
Trên những con đường hàng hải đông đúc ở Bắc Đại Tây Dương, mọi người đều cho rằng nếu một thảm họa nghiêm trọng có xảy đến với một con tàu, thì nó sẽ nhanh chóng nhận được sự hỗ trợ từ các con tàu khác, và rằng thuyền cứu sinh chỉ để chở hành khách và thủy thủ từ con tàu bị nạn sang những con tàu cứu hộ. Vì thế việc mang theo số thuyền cứu sinh đủ cho toàn bộ số người trên boong bị coi là không cần thiết.
Khi thiết kế, Titanic cũng đã được dự đoán trước yêu cầu tăng số lượng thuyền cứu sinh của Phòng thương mại Anh Quốc trong tương lai. Vì thế các cần trục thả thuyền cứu sinh có khả năng thả bốn thuyền với mỗi hai cần trục đã được thiết kế và lắp đặt, khiến cho nó có tổng năng lực dự trữ lên tới 64 thuyền. Nhưng những con thuyền cứu sinh dự phòng đã không bao giờ được trang bị. Thường có ý kiến cho rằng J. Bruce Ismay, Chủ tịch White Star, đã bác bỏ việc lắp đặt thêm những chiếc thuyền đó để tăng tối đa diện tích tản bộ trên boong của hành khách. Harold Sanderson, Phó chủ tịch International Merchantile Marine đã bác bỏ ý kiến này trong cuộc điều tra của người Anh.
Thuyền cứu sinh thiếu không phải là nguyên nhân duy nhất khiến số tổn thất nhân mạng cao đến như vậy. Sau vụ va chạm với núi băng, thủy thủ đoàn đã mất tới một giờ để đánh giá mức độ hư hỏng, nhận biết được điều sắp xảy đến, thông báo tới những hành khách hạng nhất, và hạ chiếc thuyền cứu sinh đầu tiên. Sau đó, thủy thủ đoàn làm việc khá hiệu quả, mất tổng cộng 80 phút để hạ toàn bộ 16 thuyền cứu sinh. Vì số thủy thủ được chia làm hai đội, mỗi đội một phía mạn tàu, nên họ mất khoảng 10 phút để đưa người lên thuyền và hạ nó xuống biển.
Một nguyên nhân nữa gây ra tỷ lệ tử vong cao liên quan tới thuyền cứu sinh là sự chần chừ không muốn lên đó của hành khách. Xét cho cùng, họ cảm thấy mình đang trên một con tàu không có vẻ đang chìm. Và vì thế, một số thuyền cứu sinh được hạ xuống với rất ít người, đáng chú ý nhất là thuyền số 1, với sức chở 40 người nhưng chỉ được hạ xuống với 12 người bên trên.

### Huyền thoại và bí ẩn

#### Sử dụng tín hiệu SOS
Vụ đắm tàu Titanic không phải là lần đầu tiên mã cấp cứu Morse "SOS" được công nhận quốc tế được sử dụng. Tín hiệu SOS (Save our Soul hay Save our ship) được đề xuất lần đầu tiên tại Hội nghị Quốc tế về Liên lạc Điện tín trên Biển ở Berlin năm 1906. Nó đã được cộng đồng quốc tế phê chuẩn năm 1908 và được sử dụng rộng rãi từ đó. Tuy nhiên, tín hiệu SOS hiếm khi được các điện tín viên Anh dùng, vì họ vẫn ưa thích mã CQD cũ hơn. Ban đầu sĩ quan điện tín Jack Phillips sử dụng mã CQD cho tới khi sĩ quan điện tín thứ hai Harold Bride nói nửa đùa nửa thật, "Dùng SOS đi; cách mới đấy, và có lẽ đây cũng là cơ hội cuối cùng để anh dùng nó." Phillips, người đã chết đuối trong vụ đắm tàu, sau đó dùng xen lẫn một số thông điệp bằng SOS giữa những mã CQD truyền thống.

#### Huyền thoại ban nhạcTitanic
Một số sự kiện diễn ra trong thảm hoạ Titanic đã trở thành huyền thoại. Một trong những câu chuyện nổi tiếng nhất là ban nhạc trên tàu Titanic. Ngày 15 tháng 4, ban nhạc tám người của Titanic, do Wallace Hartley chỉ huy, đã tập trung tại phòng khách khoang hạng nhất cố gắng giữ hành khách bình tĩnh và tin tưởng. Sau đó họ chuyển ra chơi nhạc phía trước boong. Các thành viên ban nhạc đã chơi trong buổi cầu nguyện ngày Chủ Nhật sáng hôm trước, và họ vẫn tiếp tục chơi thậm chí cả khi con tàu rõ ràng sắp chìm.
Không ai trong số thành viên ban nhạc sống sót sau vụ đắm tàu, và có nhiều quan điểm về bản nhạc cuối cùng của họ. Một số nhân chứng nói rằng bài cuối cùng được chơi là thánh ca "Nearer, My God, to Thee." Tuy nhiên, có ba luồng ý kiến về bài hát này và không ai biết chắc được chính xác bài nào, nếu quả thực như vậy, đã được chơi. Hartley được cho là đã kể với một người bạn rằng nếu mình ở trên một con tàu sắp chìm thì bài "Nearer, My God, to Thee" sẽ là một trong những bài được ông chơi. Cuốn sách A Night to Remember (Một đêm đáng nhớ) của Walter Lord lại đưa ra lời kể của sĩ quan điện tín Harold Bride rằng trước khi tàu chìm, ông đã nghe thấy bài "Autumn" (Mùa thu) (một bài thánh ca tương tự như bài kia nhưng có liên quan tới hàng hải với dòng viết về "những vùng nước rộng lớn"). Mọi người cho rằng Bride có thể nói bài hát đó là "Autumn" hay "Songe d'Automne," một bài hát ragtime phổ biến thời ấy. Những người khác nói họ đã nghe thấy bài "Roll out the Barrel."
Xác của Hartley đã được tìm thấy và nhận dạng. Được coi là một anh hùng, đám tang của ông tại Anh Quốc được hàng ngàn người tham dự.

#### Lời nguyền và các giả thuyết khác về nguyên nhân đắm tàu
Giống như với nhiều sự kiện nổi tiếng khác, cùng với thời gian nhiều giả thuyết khác nhau đã được đưa ra giải thích nguyên nhân vụ đắm tàu Titanic. Những giả thuyết cho rằng không phải một núi băng mà là một lời nguyền đã gây ra thảm họa cũng thường xuất hiện trên báo chí và những cuốn sách. Đa số những giả thuyết này đều bị các chuyên gia về Titanic bác bỏ, bởi chúng đều không có đủ cơ sở thực tế ủng hộ.
Năm 2003 Thuyền trưởng L. M. Collins, một cựu thành viên của Ice Pilotage Service đã xuất bản cuốn The Sinking of the Titanic: The Mystery Solved cho rằng, dựa trên chính những kinh nghiệm thám sát băng của ông và những lời kể của nhân chứng ở hai vụ điều tra sau thảm họa, Titanic không phải đâm vào một núi băng mà là một tảng băng chìm. Kết luận của ông dựa trên ba phần lời chứng chính.
Một giả thuyết khác cho rằng Titanic đã bị hy sinh, bởi vì, khi việc đóng tàu hoàn tất, nó bị cho là một nguy cơ thua lỗ tài chính. Những người ủng hộ giả thuyết này đưa ra chứng cớ rằng, tất cả mọi người liên quan, cả công ty và những sĩ quan trên boong đều đã nhận được những lời cảnh báo núi băng và Titanic vẫn giữ hướng chạy chứ không đi chếch về phía nam.
Thậm chí còn có cả một huyền thoại về lời nguyền. Khi con tàu đang được đóng tại xưởng tàu ở Belfast, nhiều công nhân theo đạo Công giáo đã nhiều lần bỏ việc để phàn đối những lời báng bổ kinh khủng với Giáo hội Công giáo và Đức Mẹ đồng trinh Maria do những công nhân theo đạo Tin lành dùng sơn phun lên trên vỏ tàu. Một trong những người công nhân đã nói, "Con tàu này sẽ không hoàn thành chuyến đi đầu tiên của nó". Những lời báng bổ đã được những người công nhân tiếp than khi con tàu dừng tại Cobh, Ireland nhìn thấy.
Một huyền thoại tương tự cho rằng Titanic được đánh số vỏ 390904 (con số này nếu viết ngược (nhìn qua gương) sẽ giống "no pope", nghĩa là "không cần có giáo hoàng"). Đây là một câu chuyện hoang đường.
Một câu chuyện tưởng tượng khác trong quần chúng cho rằng Titanic chở theo một xác ướp Ai Cập đã bị nguyền rủa. Xác ướp, có tên hiệu Shipwrecker (Kẻ làm đắm tàu), sau khi nhiều lần đổi chủ đã gây ra những tai họa khủng khiếp cho những người sở hữu, và lần trả thù cuối cùng chính là vụ chìm tàu nổi tiếng này. Câu chuyện này không hề chính xác.
Một câu chuyện hoang đường khác cho rằng chai sâm panh được dùng trong lễ rửa tội Titanic đã không vỡ trong lần thả đầu tiên, đây là điềm xui xẻo với một con tàu. Trên thực tế, Titanic không có lễ rửa tội, bởi theo lệ thường White Star Line hạ thủy tàu mà không cần làm lễ rửa tội.

#### Sarnoff và các báo cáo điện tín
Một câu chuyện nửa thực nửa ngờ thường được nhắc tới cho rằng người đầu tiên nhận được tin tức về vụ đắm tàu là David Sarnoff, người sau này sẽ làm chủ đế chế truyền thông RCA. Sarnoff không phải là người đầu tiên biết tin (dù Sarnoff luôn quảng cáo điều này) nhưng ông và những người khác quả thật đã ở tại trạm điện tín Marconi bên trên Tòa nhà Wanamaker ở Thành phố New York, và trong ba ngày liên tục nhận và thông báo tin tức về thảm họa cũng như cung cấp tên những người còn sống sót cho những người thân đang chờ bên ngoài.

#### Sự vô dụng, hay là vụ đắm tàu Titan
Cuốn truyện ngắn xuất bản năm 1898 của Morgan Robertson có tên Sự vô dụng, hay là vụ đắm tàu Titan (Futility, or the Wreck of the Titan), viết 14 năm trước chuyến đi của Titanic xấu số, đã được tìm thấy với rất nhiều chi tiết giống với thảm họa Titanic: truyện nói về một tàu viễn dương sang trọng tên là Titan, con tàu cuối cùng đã đâm vào một tảng băng và chìm trong một đêm tháng 4 yên ả trong khi đang trên đường đến New York; rất nhiều người đã chết vì thiếu thuyền cứu sinh. Cả Titan và cái cách nó "chết" có những nét tương đồng đến kinh ngạc với Titanic khiến cho truyện ngắn của Robertson vẫn tiếp tục được in ra cho đến ngày nay, gieo rắc sự sợ hãi.

### Lễ kỷ niệm lần thứ 100

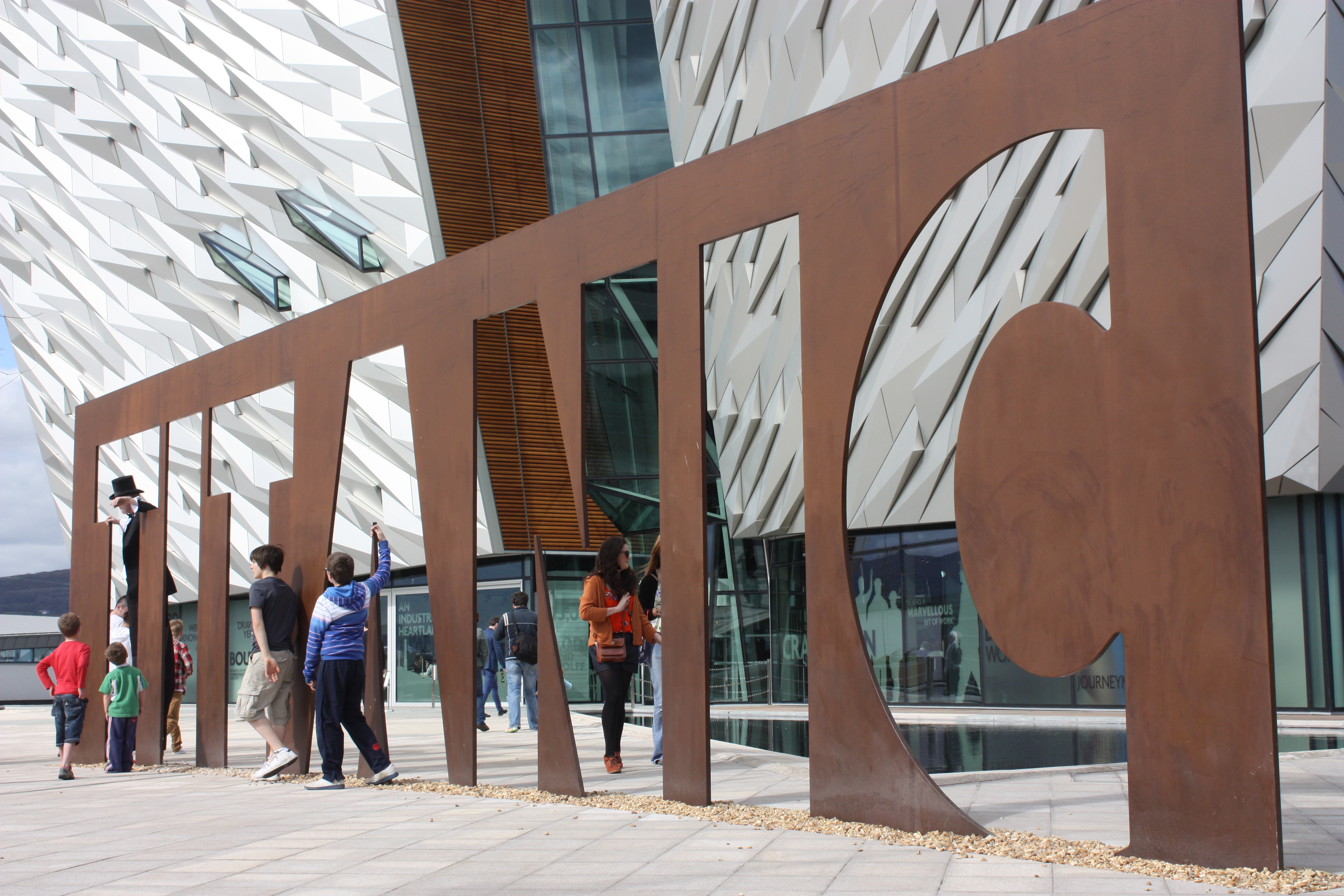
Khu Titanic, Belfast ngày mở cửa, 31/3/2012

Ngày 16 tháng 4 năm 2012, lễ kỷ niệm 100 năm ngày tàu Titanic đắm đã được tổ chức khắp thế giới. Vào ngày đó Khu Titanic tại Belfast đã được hoàn thành và đưa vào sử dụng từ cuối tháng 3. Vùng này đã được khôi phục và một dự án tưởng niệm cũng được khánh thành để kỷ niệm những liên hệ của con tàu Titanic với Belfast, thành phố nơi con tàu được chế tạo.

### Những thảm họa hàng hải có quy mô tương đương
Thời ấy vụ đắm tàu Titanic là một trong những thảm họa hàng hải lớn nhất trong lịch sử, số lượng người thiệt mạng lớn chưa từng có trên con đường đến Bắc Mỹ. Nó vẫn là thảm họa hàng hải dân sự lớn nhất trong lịch sử Anh Quốc. Thảm họa hàng hải dân sự lớn nhất trên Đại Tây Dương tới thời điểm này là vụ đắm tàu SS Norge ngoài khơi Rockall năm 1904 với 635 người thiệt mạng. Tuy nhiên, số người chết trong vụ Titanic không cao bằng con số này trong vụ nổ và đắm chiếc tàu hơi nước Sultana trên Sông Mississippi năm 1865, với ước tính 1.700 người thiệt mạng. Hai năm sau thảm hoạ Titanic, một chiếc tàu chở khách Canadian, chiếc Nữ hoàng Ireland đã đắm trên Sông Saint Lawrence với 1.012 người thiệt mạng sau khi va chạm với chiếc tàu chở than Na Uy Storstad. Trong hai vụ đắm tàu RMS Lusitania và RMS Leinster con số thiệt hại nhân mạng cũng rất lớn. Cả hai đều bị các tàu ngầm Đức tiêu diệt trong Chiến tranh Thế giới Thứ nhất.
Một thảm họa tương tự Titanic là vụ chiếc tàu Hans Hedtoft. Tháng 1 năm 1959 chiếc Hans Hedtoft, một chiếc tàu chở khách Đan Mạch xuất phát từ Greenland, đã đâm vào một núi băng và đắm. Hans Hedtoft cũng đang thực hiện chuyến đi biển đầu tiên của mình và cũng được quảng cáo "không thể chìm" vì những tiến bộ kỹ thuật áp dụng trong thiết kế. Năm 1987, chiếc MV Doña Paz, đắm tại Philippines sau khi va chạm với chiếc tàu chở dầu Vector và bắt lửa, số người chết được tuyên bố trong khoảng 1.500 tới 4.000 người. Năm 2002, chiếc phà MV Joola thuộc sở hữu chính phủ Sénégal đã lật úp ngoài khơi Gambia gây ra cái chết của ít nhất 1.863 người. 
Những thảm họa hàng hải lớn nhất diễn ra trong thời gian Chiến tranh thế giới thứ hai. Chiếc RMS Lancastria đã đắm khi sơ tán khỏi Dunkirk tháng 6 năm 1940 với hơn 4.000 người thiệt mạng. Đây là thảm họa hàng hải tồi tệ nhất Anh Quốc. Tuy nhiên, những thảm họa hàng hải có số lượng người chết lớn nhất trong Chiến tranh thế giới thứ hai thuộc về những chiếc tàu Đức. Vụ đắm tàu Wilhelm Gustloff với số người chết lên tới hơn 9.000 người vẫn là thảm họa ghê gớm nhất trong lịch sử hàng hải về số lượng người chết trên chỉ một chiếc tàu (đắm ngày 30 tháng 1 năm 1945 sau khi bị ngư lôi Xô viết tấn công). Chiếc SS Cap Arcona (trớ trêu thay, đóng vai chiếc Titanic trong bộ phim năm 1943 về thảm họa này) đã bị Không quân Hoàng gia Anh đánh đắm ngày 3 tháng 5 năm 1945, với số người chết lên tới hơn 7.700. Chiếc Goya cũng đắm với khoảng 7.000 người chết, sau trận chiến với tàu ngầm Liên Xô ngày 16 tháng 4 năm 1945.
Titanic không phải là chiếc tàu duy nhất của White Star Line đắm gây thiệt hại nhân mạng. Chiếc RMS Tayleur, cũng từng được đem so sánh với vụ đắm tàu Titanic, đã đắm sau khi mắc cạn tại Ireland. Tayleur cũng là chiếc tàu được chế tạo với những kỹ thuật tiên tiến khi nó chìm ngay trong lần đi biển đầu tiên năm 1854. Trong số 558 hành khách và thủy thủ, 276 người đã chết. White Star Line trước đó cũng đã mất chiếc RMS Atlantic trên vùng đá ngầm gần Nova Scotia năm 1873 với 546 người thương vong, và chiếc SS Naronic năm 1893, có lẽ vì va chạm với núi băng gần vị trí Titanic đắm, cả 74 người trên boong đều thiệt mạng. Ba năm trước Titanic, ngày 24 tháng 1 năm 1909, một chiếc tàu chở khách hạng sang và "không thể đắm được" của White Star Line, chiếc RMS Republic đã đắm 50 hải lý ngoài khơi Nantucket làm thiệt mạng sáu người. Chiếc tàu chị em của Titanic, chiếc Britannic đắm trên Biển Địa Trung Hải khi đang hoạt động như một chiếc tàu cứu thương trong Chiến tranh thế giới thứ nhất. Nhiều ý kiến trái ngược nhau về việc nó bị một quả ngư lôi tấn công hay đã không may mắn đâm vào một quả thủy lôi (vụ đắm tàu đã được chứng minh do mìn gây ra). Ba tư người đã chết khi một chiếc thuyền cứu sinh được đưa xuống trước khi tàu ngừng lại hoàn toàn và thuyền cứu sinh đã bị hút vào những chân vịt vẫn đang quay.

## Tái khám phá
Ý tưởng tìm kiếm xác tàu Titanic và thậm chí trục vớt nó từ đáy biển đã xuất hiện chỉ một thời gian ngắn sau khi con tàu đắm. Nhưng những nỗ lực xác định vị trí chính xác của nó mãi tới ngày 1 tháng 9 năm 1985 mới mang lại thành công, khi một nhóm thám hiểm hỗn hợp Mỹ-Pháp do Jean-Louis Michel tại Ifremer và Tiến sĩ Robert Ballard tại Viện Hải dương Woods Hole dẫn đầu, trên con tàu tìm kiếm Knorr, đã phát hiện thấy xác tàu qua camera video trên tàu lặn Argo. Xác tàu được tìm thấy ở độ sâu 12.500 feet (3800 m), phía đông nam Newfoundland ở 41°43′55″B 49°56′45″T / 41,73194°B 49,94583°T, cách 13 hải lý (24 km) so với vị trí mọi người thường cho là Titanic đang yên nghỉ.
Khám phá đáng chú ý nhất của đội là việc chiếc tàu đã vỡ đôi, phần đuôi nằm cách phần mũi 1.970 feet (600 m) và nằm ngược chiều. Đã có nhiều lời tường thuật không đồng nhất từ phía các nhân chứng về việc chiếc tàu có bị vỡ ra hay không, và cả những cuộc điều tra của người Anh và người Mỹ đều cho rằng chiếc tàu chìm ở tình trạng nguyên vẹn. Tới tận khi xác tàu được tìm thấy, ý kiến chung vẫn cho rằng con tàu không hề bị vỡ. Năm 2005, một lý thuyết cho rằng một phần phía dưới của Titanic đã vỡ ra ngay trước khi con tàu vỡ làm đôi. Lý thuyết này dựa trên cuộc khảo sát hai mảnh thân tàu do History Channel tài trợ.
Phần mũi đã chìm sâu hơn 60 feet (18 m) trong lớp bùn đáy biển. Ngoài những phần gãy vỡ, mũi tàu hầu như còn nguyên vẹn, bởi nước bên trong đã cân bằng với áp lực nước bên ngoài. Phần đuôi ở tình trạng kém hơn. Khi phần đuôi chìm, nước đẩy không khí bên trong ra khiến vỏ và boong phần này bị xé rách. Tốc độ rơi xuống đáy biển của phần đuôi cũng khiến hư hại càng nặng thêm. Xung quanh xác tàu là một vùng rộng lớn những mảnh rác (gồm cả rất nhiều than), đồ đạc, đồ ăn và các vật dụng cá nhân trên diện tích hơn một dặm vuông (2.6 km²). Những vật liệu mềm, như gỗ và thảm, đã bị các sinh vật dưới đáy biển tiêu huỷ. Những xác người cũng cùng số phận.
Những lần khám phá sau vào khu vực boong thấp của tàu, như được tường thuật lại trong cuốn Ghosts of the Titanic của tiến sĩ Charles Pellegrino, cho thấy đa số đồ gỗ trong phòng khánh tiết của Titanic vẫn nguyên vẹn. Một lý thuyết mới đã xuất hiện cho rằng đa phần đồ gỗ tại các boong phía trên không bị các sinh vật biển phá hủy mà chỉ bị rơi ra và trôi mất. Lý thuyết này được lời chứng từ phía các nạn nhân còn sống sót ủng hộ. Tương tự, khi quay bộ phim Titanic của James Cameron, đồ vật tại Cầu thang chính rơi ra khi chúng bị nước tràn vào trong cảnh nước tràn vào tàu. Điều này khiến nhà sử học Don Lynch và nghệ sĩ Ken Marschall tin rằng điều xảy ra trên thực tế tại Cầu thang chính cũng tương tự (như được đề cập trong phần bình luận DVD của bộ phim).
Dù cuộc điều tra của Anh đã quả quyết rằng về mặt toán học hư hại xảy ra với con tàu không thể lớn hơn mười hai feet vuông, trong quan niệm của mọi người núi băng đã cắt một vệt dài 300 feet (90 m) vào sườn Titanic. Vì phần vỏ tàu bị núi băng làm hư hại đã chìm trong bùn, các nhà khoa học phải sử dụng siêu âm để xem xét khu vực và phát hiện núi băng đã làm vỡ vỏ tàu, khiến nước tràn vào trong Titanic giữa các tấm thép. Trong những lần lặn tiếp sau, các nhà khoa học đã mang lên nhiều mảnh nhỏ của vỏ tàu. Một cuộc phân tích chi tiết cho thấy tấm thép vỏ tàu đã mất tính dẻo và trở nên giòn trong nước băng lạnh, khiến nó có khả năng chống biến dạng kém. Hơn nữa, những đinh tán vỏ tàu còn mỏng manh hơn mọi người từng nghĩ. Không biết liệu những đinh tán làm bằng thép tốt hơn có thể cứu vãn con tàu được không.
Những mẫu thép lấy lên từ xác tàu cho thấy chúng chứa phần trăm phosphor và lưu huỳnh rất cao (bốn lần và hai lần lớn hơn loại thép thông thường ngày nay), với tỷ lệ Mangan sulfua (MnS) là 6.8:1 (so với tỷ lệ 200:1 của thép hiện nay). Tỷ lệ phosphor cao gây ra các vết nứt, sun phua hình thành các hạt thép sulphide khiến những vết nứt dễ kéo dài hơn, và việc thiếu măng gan khiến thép giảm tính dẻo. Các mẫu được tìm thấy trải qua quá trình chuyển đổi mềm-giòn ở nhiệt độ 32 °C (theo chiều dọc) và 56 °C (theo chiều ngang—so với nhiệt độ chuyển đổi −27 °C với thép ngày nay— thép ngày nay sẽ trở nên giòn như vậy trong khoảng nhiệt độ −60 và −70 °C). Tính không đẳng hướng như vậy có lẽ do quá trình cán nóng ảnh hưởng tới hướng kết hợp của sulphide. Có lẽ loại thép này đã được sản xuất tại các lò acid-lined, open-hearth ở Glasgow, điều này có thể giải thích thành phần cao của phosphor và sun phua, thậm chí so với cả thép thời ấy.
Tiến sĩ Ballard và đội thám hiểm của ông không hề mang lên một đồ vật nào , vì coi đó như hành động cướp lăng mộ. Tuy nhiên, theo luật hàng hải quốc tế, việc phát hiện đồ vật còn lại là hành động cần thiết để thiết lập quyền khai thác đối với một xác tàu. Những năm sau khi được khám phá, Titanic đã trở thành chủ đề của một số vụ kiện tụng liên quan tới quyền sở hữu những đồ vật tại vị trí xác tàu.

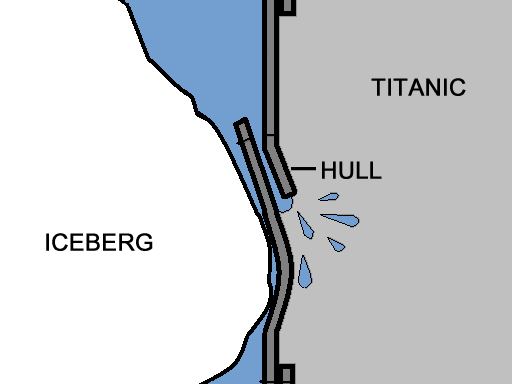
Núi băng phá vỡ vỏ tàu Titanic khiến nước tràn vào trong.

## Tranh chấp và sở hữu
Ngay khi được phát hiện năm 1985, một cuộc tranh cãi pháp lý về quyền sở hữu xác tàu cũng những thứ bên trong đã diễn ra. 
Ngày 7 tháng 6 năm 1994, RMS Titanic Inc. được trao quyền sở hữu và khai thác xác tàu bởi Tòa án quận Đông Virginia, Hoa Kỳ. (Xem Admiralty law) RMS Titanic Inc., một chi nhánh của Premier Exhibitions Inc., cùng các công ty tiền thân của nó đã tiến hành bảy chuyến thám hiểm xác tàu trong giai đoạn 1987 và 2004 và lấy đi hơn 5.500 đồ vật. Vật lớn nhất là một mảnh vỏ tàu nặng 17 tấn, được lấy đi năm 1998. Nhiều vật trong số đó hiện đang được trưng bày trong các bảo tàng.
Từ đầu năm 1987, một cuộc thám hiểm với sự cộng tác Pháp-Mỹ, gồm cả công ty tiền nhiệm của RMS Titanic Inc., đã tiến hành các chiến dịch thu gom đồ vật, trong 32 lần lặn, họ đã khám phá gần 1.800 vật và chúng đều được đưa về Pháp để lưu giữ và phục chế. Năm 1993, người quản lý của Pháp tại Văn phòng Hàng hải của Bộ vận tải, du lịch đã trao cho công ty tiền thân của RMS Titanic Inc. quyền sở hữu đối với những đồ vật tìm được năm 1987.
Trong một bản kiến nghị ngày 12 tháng 2 năm 2004, RMS Titanic Inc. yêu cầu Tòa án địa phương trao cho họ "quyền đối với toàn bộ đồ vật (gồm cả những mảnh xác tàu) là đối tượng của văn kiện này theo luật về những đồ vật được tìm thấy" hay, đổi lại, một khoản bồi thường khai thác 225 triệu dollar. RMS Titanic Inc. không gộp trong kiến nghị này yêu cầu về quyền sở hữu những đồ vật được tìm thấy trong năm 1987. Nhưng họ thực sự yêu cầu tòa án tuyên bố rằng, dựa trên văn bản hành chính Pháp, "những đồ vật được trục vớt trong chuyến thám hiểm năm 1987 thuộc sở hữu một cách độc lập của RMST." Sau khi xem xét, tòa án đã ra văn bản ngày 2 tháng 7 năm 2004, theo đó từ chối trao quyền sử dụng điều lệ công nhận thân thiện giữa quốc gia và công nhận quyết định năm 1993 của vị quản lý Pháp, và bác bỏ yêu cầu của RMS Titanic Inc. rằng họ phải được trao quyền sở hữu các vật được tìm thấy từ năm 1993 theo luật hàng hải về những đồ vật tìm được.
RMS Titanic Inc. kháng án tại Tòa phúc thẩm Hoa Kỳ. Theo quyết định của tòa ngày 31 tháng 1 năm 2006 tòa án công nhận "sự thích đáng và rõ ràng trong việc áp dụng luật khai thác hàng hải đối với những xác tàu mang tính lịch sử như Titanic" và từ chối áp dụng luật hàng hải về những đồ vật tìm được. Tòa cũng phán xét rằng tòa án quận không có quyền phán xử đối với "những đồ vật năm 1987", và vì thế hủy bỏ phần phán quyết của tòa ngày 2 tháng 7 năm 2004. Nói cách khác, theo quyết định này, RMS Titanic Inc. có quyền sở hữu đối với những đồ vật được tòa án Pháp công nhận (có giá trị 16.5 triệu dollar Mỹ vào thời điểm ấy) và tiếp tục là bên xin sở hữu (salvor-in-possession) xác tàu Titanic. Tòa phúc thẩm đưa vụ này sang Tòa địa phương để phán quyết quyền khai thác (225 triệu dollar theo yêu cầu của RMS Titanic Inc.).

## Tình trạng hiện tại của xác tàu
Nhiều nha khoa học, trong đó có Robert Ballard, lo ngại rằng những lần viếng thăm của những người khách du lịch trong tàu lặn và việc tìm kiếm những đồ vật còn sót lại bên trong đang làm tình trạng hư hại của xác tàu trở nên nghiêm trọng hơn. Những vi khuẩn dưới nước đã liên tục ăn mòn vỏ thép của Titanic từ khi chiếc tàu đắm, nhưng vì những hư hại xảy ra sau này với những chiếc tàu lặn du lịch, Cơ quan Quản lý Hải dương và Khí quyển đã ước tính rằng "vỏ và cấu trúc tàu có thể sụp đổ xuống đáy biển trong vòng 50 năm tới." Nhiều nhà khoa học và nhà bảo tồn cũng phàn nàn về việc một đoàn thám hiểm Pháp đã lấy đi tháp canh trên cột buồm tàu.

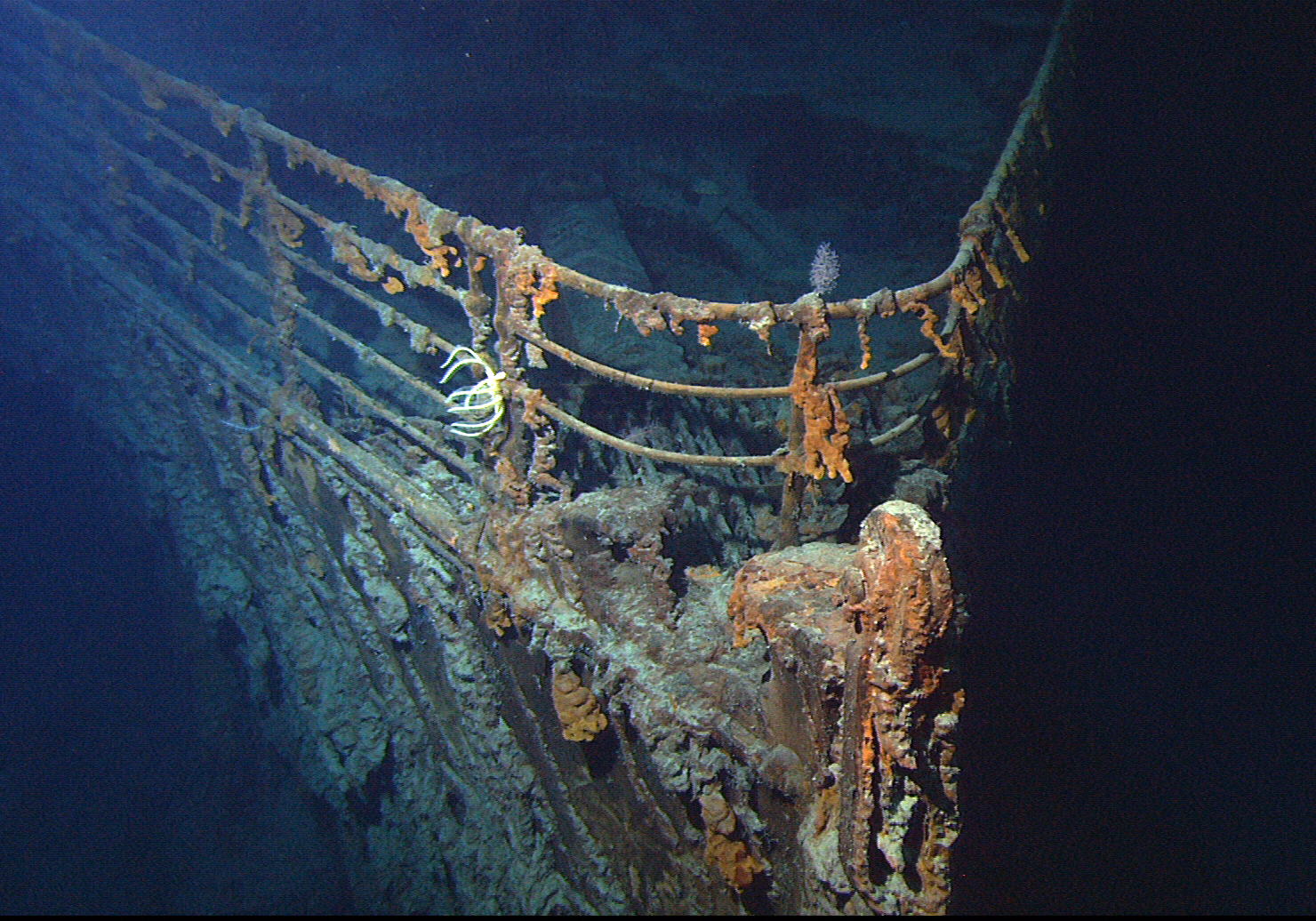
Xác tàu RMS Titanic được chụp bởi ROV Hercules vào tháng 6 năm 2004 trong suốt chuyến thám hiểm trở về vụ đắm tàu Titanic.

Cuốn sách Quay trở lại Titanic của Ballard, được Hội Địa lý Quốc gia Hoa Kỳ xuất bản có chứa nhiều bức hình cho thấy tình trạng xuống cấp của boong đi dạo và sự hư hại được cho là bởi những tàu lặn du lịch gây ra khi đỗ xuống; tuy nhiên, Ballard là người đầu tiên đưa một camera vào bên trong xác tàu, và cũng là người đầu tiên nhiều lần liên tục đi vào bên trong xác tàu bằng tàu lặn. Cột buồm hầu như đã hư hại hoàn toàn và Ballard đã nhiều lần đưa ra lời cáo buộc rằng chiếc chuông và đèn bằng đồng trên đó đã bị những kẻ hôi đồ lấy đi, dù trên chính những bức hình do ông ta chụp đều cho thấy chiếc chuông không bao giờ có mặt trên cột buồm -nó đã được phát hiện trên đáy biển. Thậm chí tấm biển ghi nhớ do Ballard để lại sau chuyến khảo sát lần thứ hai của ông ta cũng được cho là đã bị lấy đi; Ballard đã thay tấm biển này năm 2004. Những cuộc khảo sát gần đây, đáng chú ý nhất là của James Cameron, đã lặn xuống xác tàu để tìm hiểu kỹ về địa điểm và khám phá những phần chưa từng được xem xét của chiếc tàu trước khi Titanic bị phá hủy hoàn toàn.

## Văn hóa đại chúng

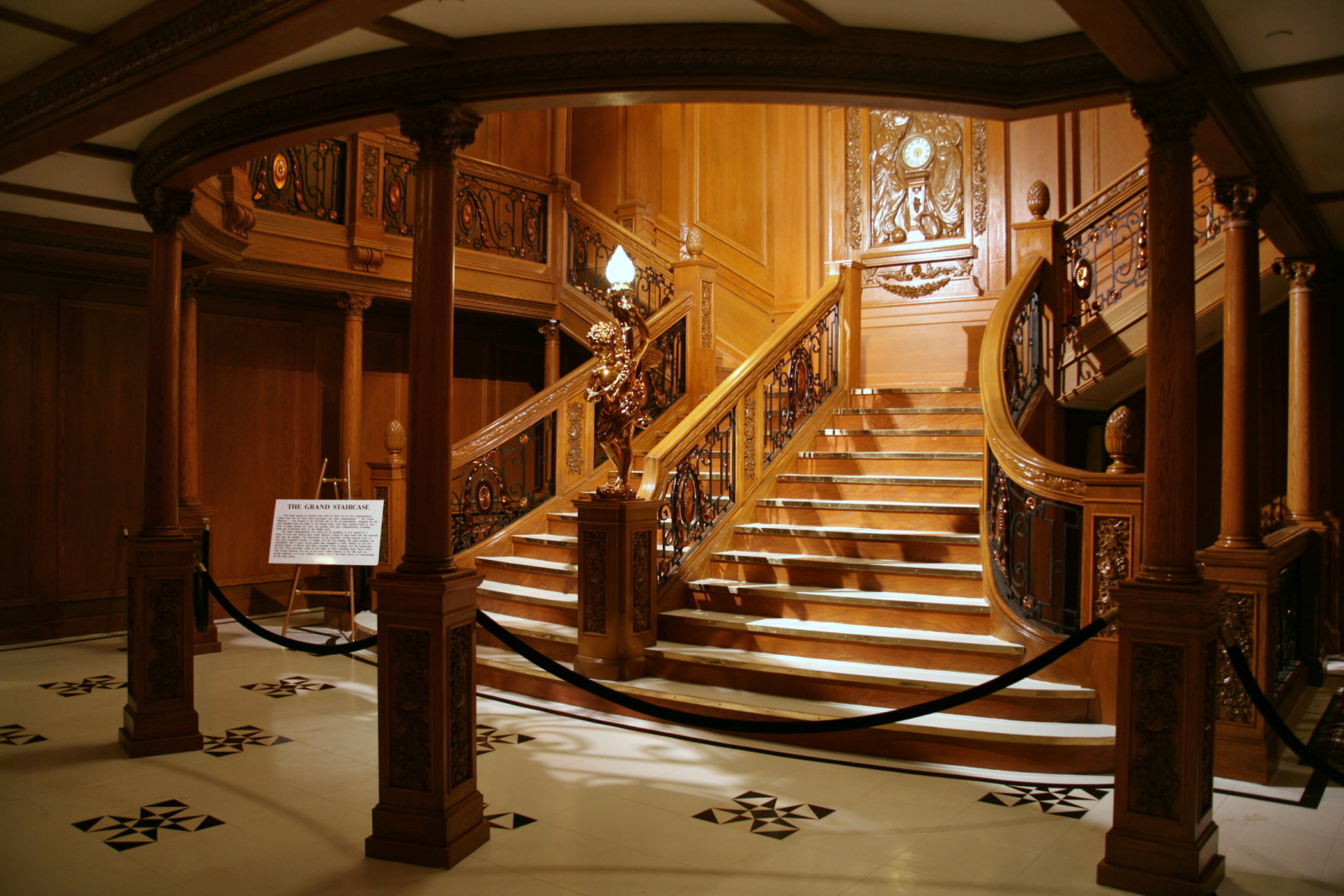
Tái dựng Cầu thang lớn ở khoang hạng nhất trên Titanic tại Bảo tàng Titanic Branson

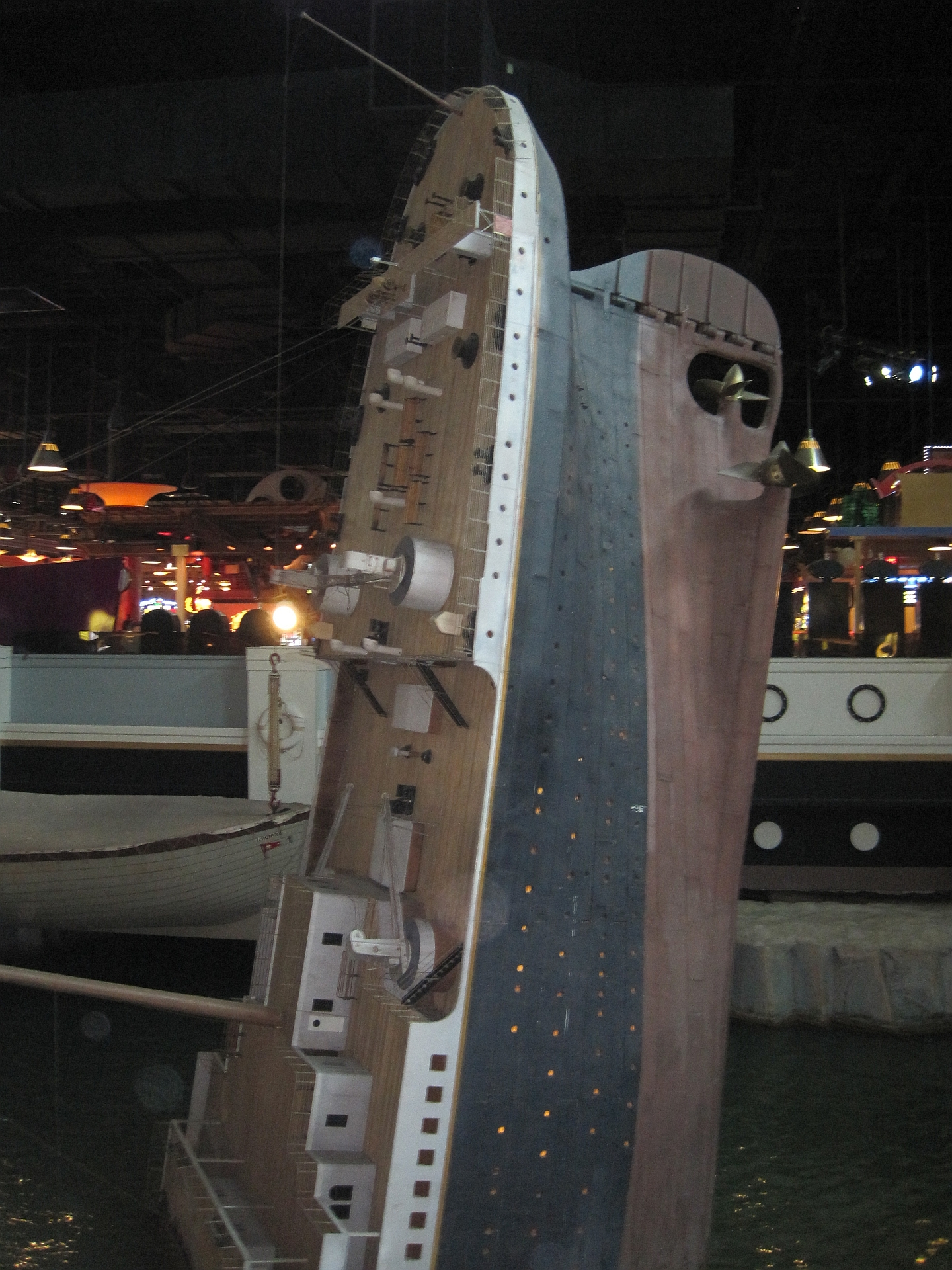
Bản sao mô phỏng con tàu Titanic chìm tại Hollywood Casino ở Tunica, Mississippi

Vụ đắm tàu Titanic đã trở thành chủ đề của nhiều cuốn tiểu thuyết mô tả những sự kiện hư cấu xảy ra trên boong tàu, như Titanic: The Long Night của Diane Hoh. Nhiều cuốn sách tham khảo khác về thảm họa này cũng đã được xuất bản từ khi Titanic đắm, những cuốn đầu tiên xuất hiện chỉ sau vài tháng. Một số người sống sót như thủy thủ Lightoller và hành khách Jack Thayer đã viết những cuốn sách kể lại kinh nghiệm của mình. Một số người khác, như Walter Lord, người viết A Night to Remember, đã tiến hành những nghiên cứu và phỏng vấn riêng của mình về những sự kiện đã xảy ra trên tàu.
Titanic đã là đề tài và bối cảnh của rất nhiều bộ phim nhựa và phim truyền hình. Nổi tiếng nhất trong số đó là:
- Saved from the Titanic (1912)
- In Nacht und Eis (1912)
- Atlantic (1929)
- Titanic (1943)
- Titanic (1953)
- A Night to Remember (1958)
- S.O.S. Titanic, TV movie (1979)
- Raise the Titanic! (1980)
- Titanic, TV mini-series (1996)
- Titanic (1997)

Bộ phim được xem nhiều nhất là bộ phim năm 1997 Titanic, đạo diễn bởi James Cameron với hai vai diễn chính của Leonardo DiCaprio và Kate Winslet. Nó là một trong những bộ phim có lãi cao nhất trong lịch sử, đồng thời đã giành 11 trên 14 Giải Oscar, ngang ngửa với bộ phim huyền thoại Ben-Hur (1959) và sau đó là Chúa tể của những chiếc nhẫn: Sự trở về của Đức vua (2003) với số giải lớn nhất.
Câu chuyện cũng đã được đưa vào vở nhạc kịch, Titanic của Broadway, kịch bản Peter Stone với âm nhạc bởi Maury Yeston. Titanic được trình chiếu từ năm 1998 tới 2000. Vở nhạc kịch Broadway năm 1960 The Unsinkable Molly Brown nói về cuộc đời của người hành khách thoát nạn Margaret Brown, trong đó có một phần các sự kiện trên Titanic. Richard Morris viết kịch bản với nhạc của Meredith Willson. Phiên bản điện ảnh của tác phẩm này được phát hảnh năm 1964.

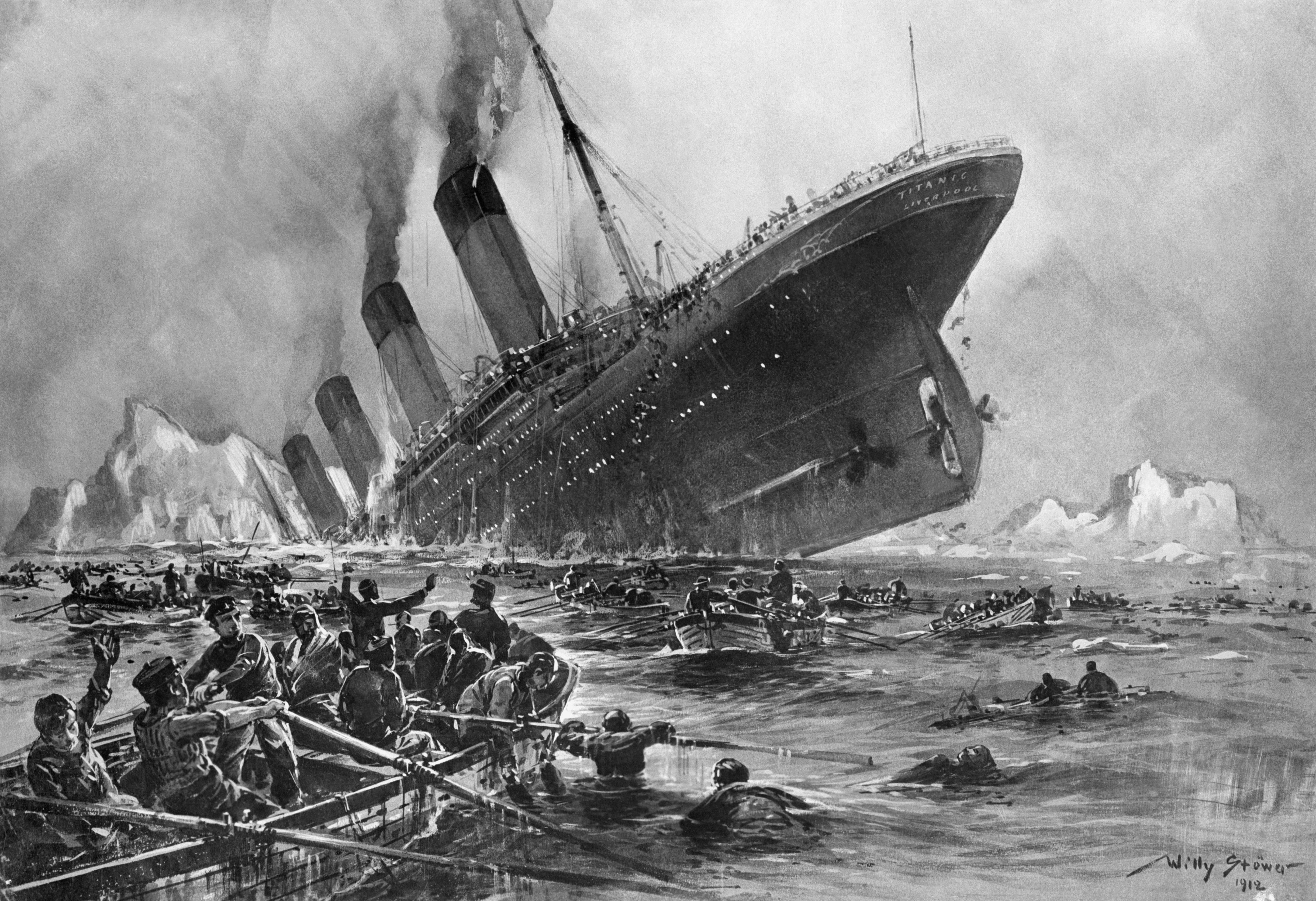
Willy Stöwer: Untergang der Titanic (Vụ chìm tàu Titanic)

Một số loại hình giải trí khác bao gồm Titanic: Adventure Out of Time, một trò chơi trên máy tính lấy bối cảnh Titanic. Starship Titanic là một trò chơi khác diễn ra tại vũ trụ Hitchhiker's Guide to the Galaxy và là một sự nhái lại thảm họa Titanic. Nhiều xâu diễn truyền hình tại các nước phương Tây cũng đã đề cập đến thảm họa Titanic. Trong một số bộ phim như Time Bandits, Cavalcade và Ghostbusters II, Titanic có xuất hiện dù ngắn ngủi.
Trong một vở kịch truyền hình mang tên Upstairs, Downstairs, nhân vật Lady Marjorie Bellamy và người may đồ của cô, Maude Roberts, đã là những hành khách trên tàu Titanic khi nó chìm. Roberts đã được đưa lên một thuyền cứu sinh trong khi Lady Marjorie đã chìm cùng con tàu.
Titanic cũng đã trở thành chủ đề cho các nhạc phẩm, nổi tiếng nhất trong số đó có lẽ là The Sinking of the Titanic (1969), một tác phẩm của nhà soạn nhạc Gavin Bryars. Bản ghi đầu tiên của nhạc phẩm này xuất hiện trong Obscure Records của Brian Eno's vào năm 1975. Một bản thu âm khác vào năm 1994 được phối khí bởi Aphex Twin thành Raising the Titanic (sau đó được đưa vào album 26 Mixes for Cash).
Năm 1982, nhà soạn nhạc và ca sĩ nổi tiếng Francesco De Gregori xuất bản album Titanic, với ba nhạc phẩm (Titanic, I muscoli del capitano and L'abbigliamento di un fuochista) nói về con tàu cũng như thủy thủ đoàn.

### Đấu giá
Năm 2015, bức ảnh chụp tảng băng được cho là tàu Titanic đã đâm phải và chìm được bán với giá 21.000 bảng Anh (32.000 USD) tại phiên đấu giá các vật kỷ niệm liên quan tới vụ đắm tàu Titanic của Hãng Henry Aldridge & Son ở Devizes, Wiltshire (Anh). Bức ảnh này do trưởng bộ phận tiếp tân Prinz Adalbert đi trên một con tàu khác ngang qua khu vực tàu Titanic bị nạn chụp ngày 16-4-1912, tác giả vào thời điểm chụp đã không hề biết về thảm kịch vừa xảy ra trước đó.
Một hiện vật khác là chiếc bánh quy có dòng chữ "Spillers and Bakers Pilot" do một hành khách tên là James Fenwick đi trên tàu Carpathia (con tàu tới ứng cứu tàu Titanic khi gặp nạn) giữ lại. James Fenwick có được chiếc bánh quy này từ một trong những chiếc xuồng cứu hộ và để nó trong một chiếc phong bì, dán lại cùng dòng chữ bên ngoài: "Bánh quy Pilot từ xuồng cứu hộ tàu Titanic tháng 4-1912". Chiếc bánh quy sau này đã bán cho một nhà sưu tập ở Hi Lạp với giá 15.000 bảng Anh (23.000 USD).

## Thư viện ảnh

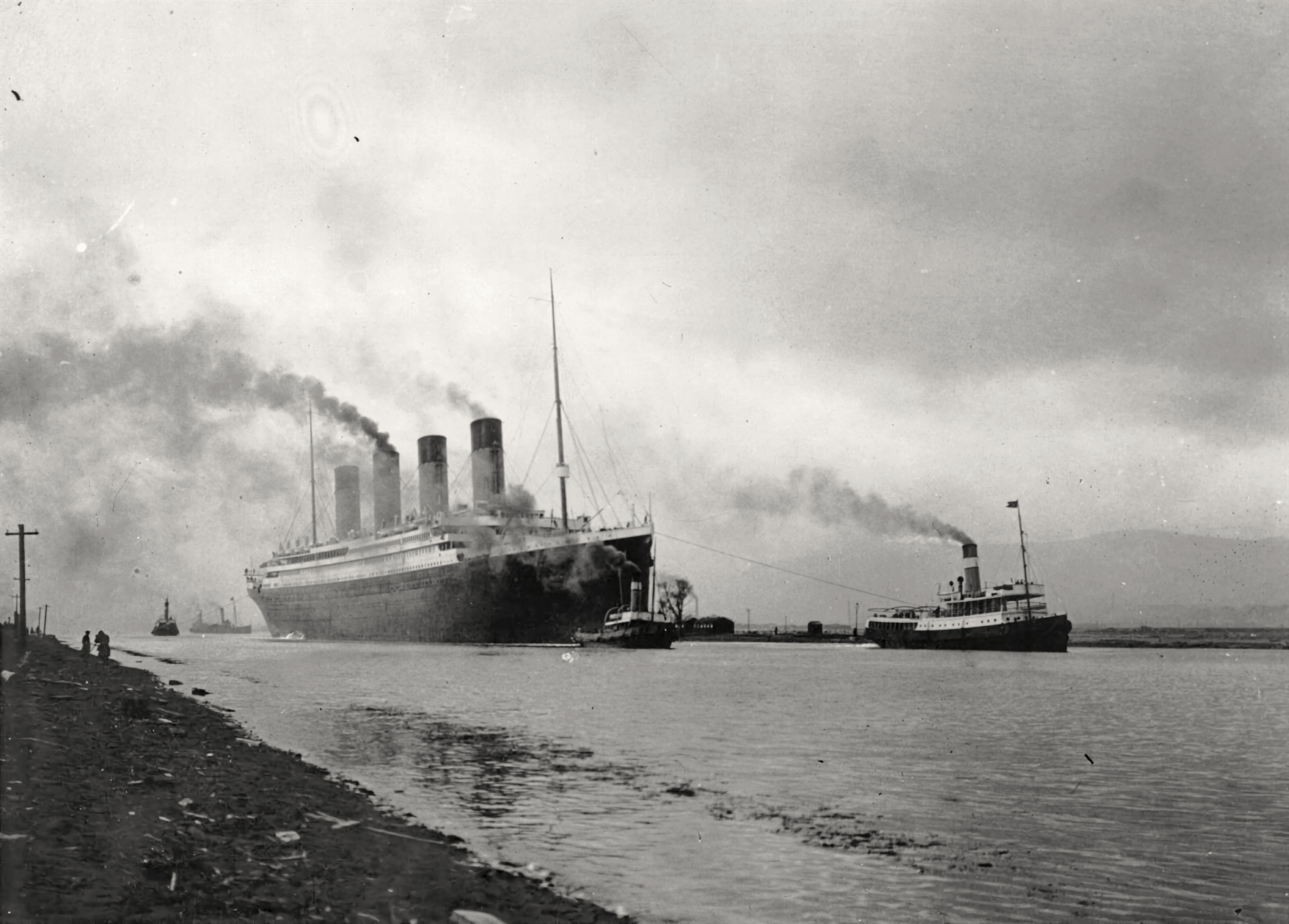
RMS Titanic trải qua thử nghiệm ngày 2 tháng 4 năm 1912.
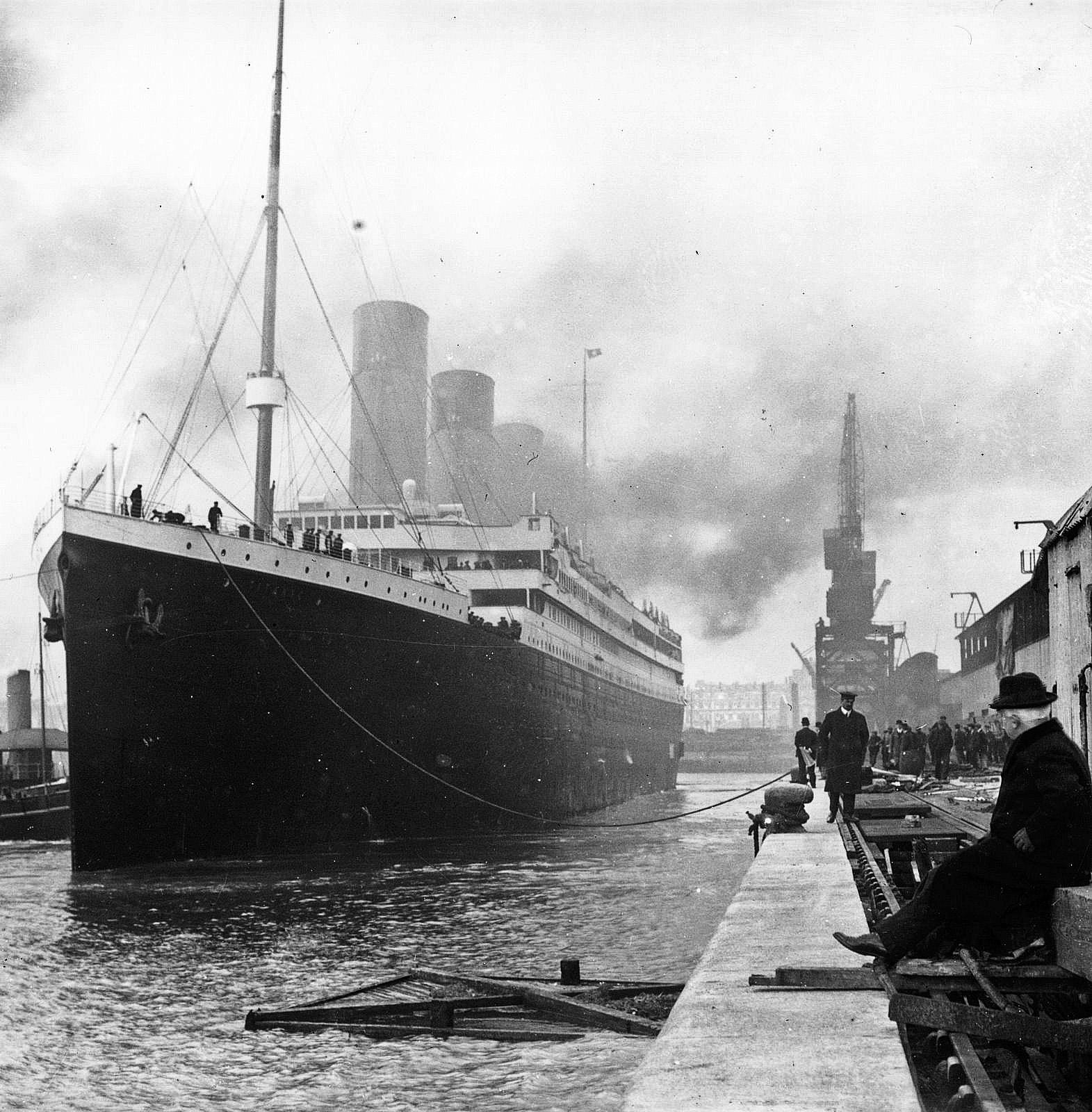
Titanic xuất phát từ Southampton bắt đầu chuyến đi của mình.
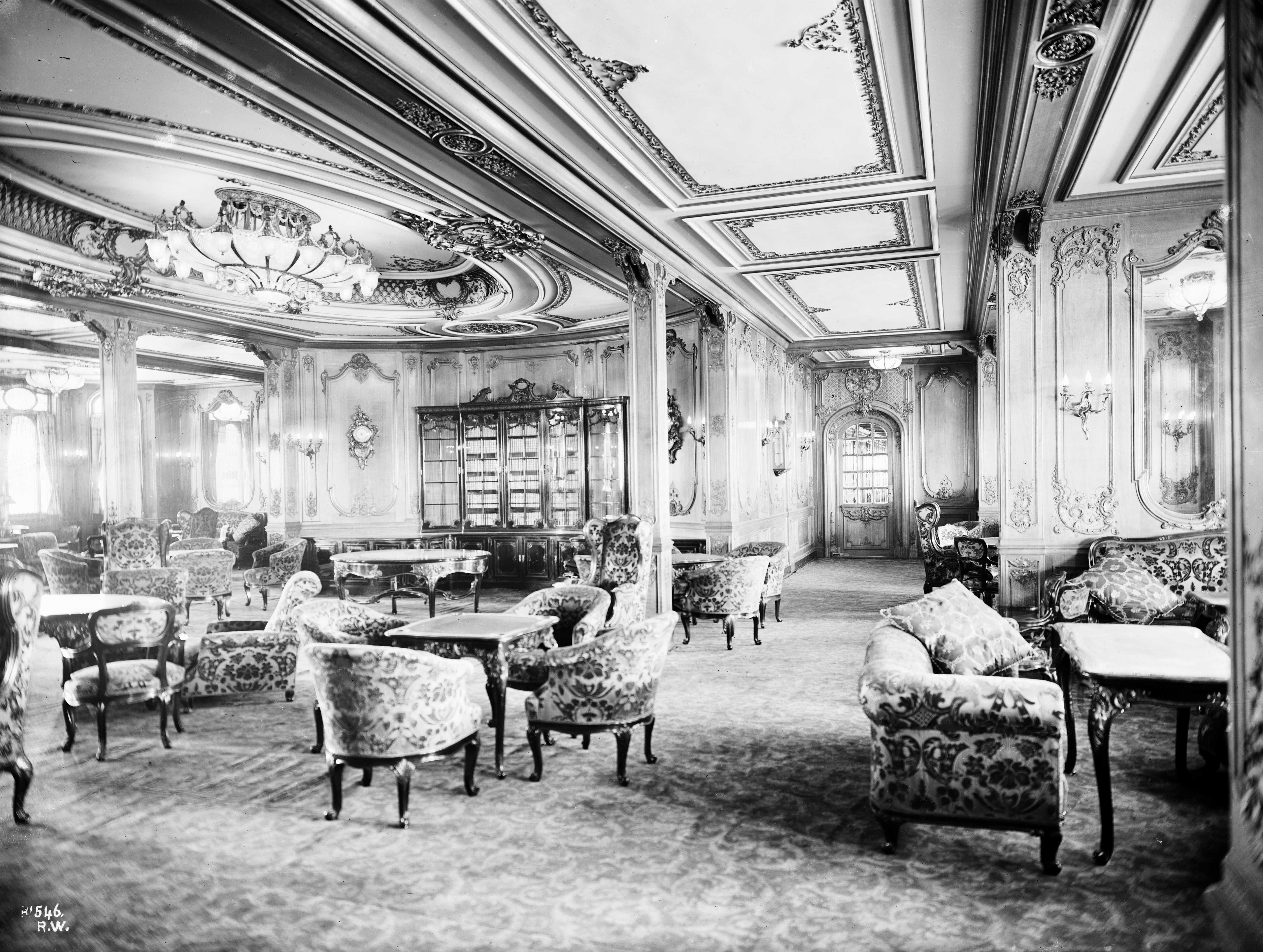
Sảnh chờ hạng nhất trên Titanic, kiến trúc Louis XVI
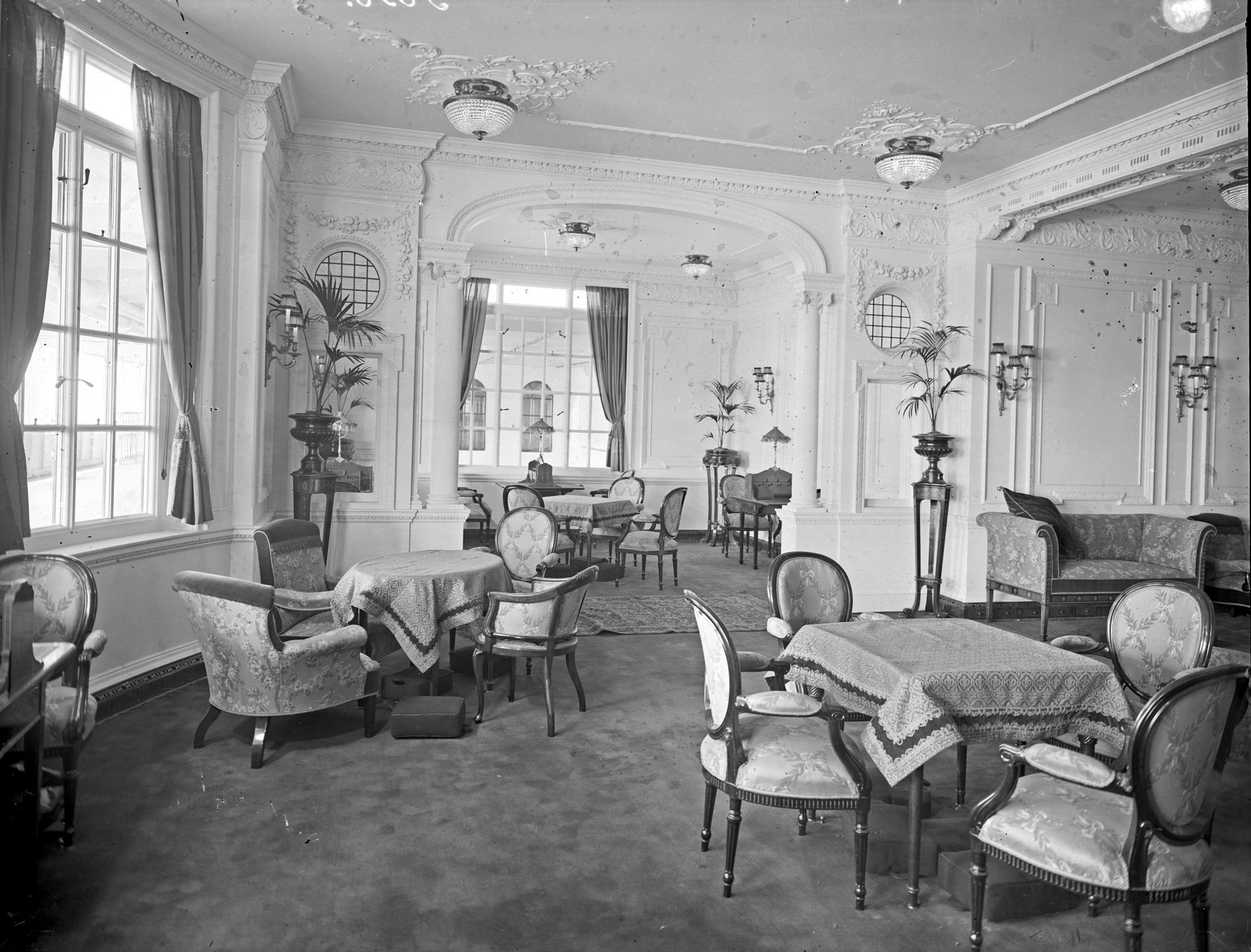
Phòng đọc sách
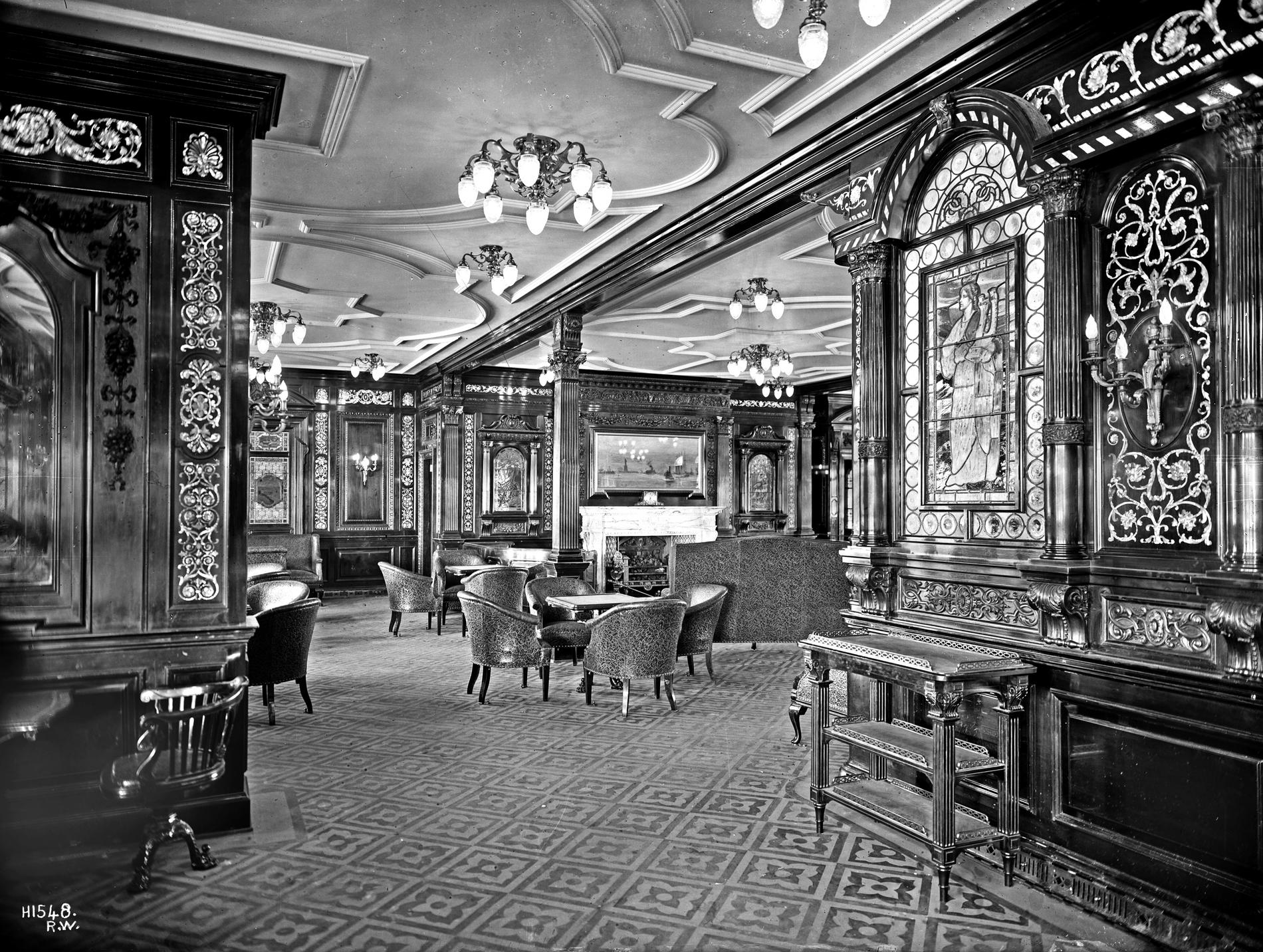
Phòng hút thuốc lá hạng nhất trên tàu Titanic
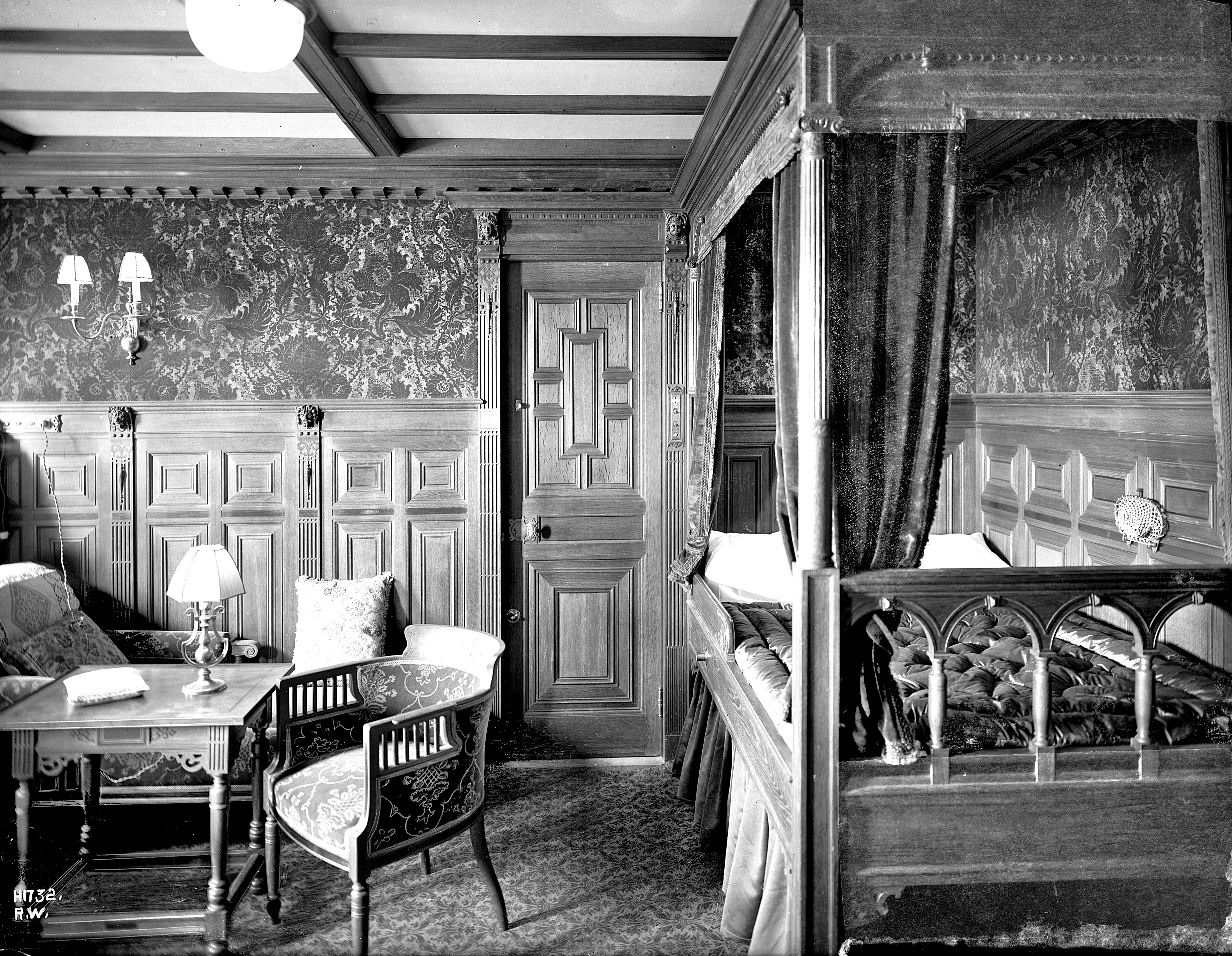
Gian phòng số B59 trên tàu
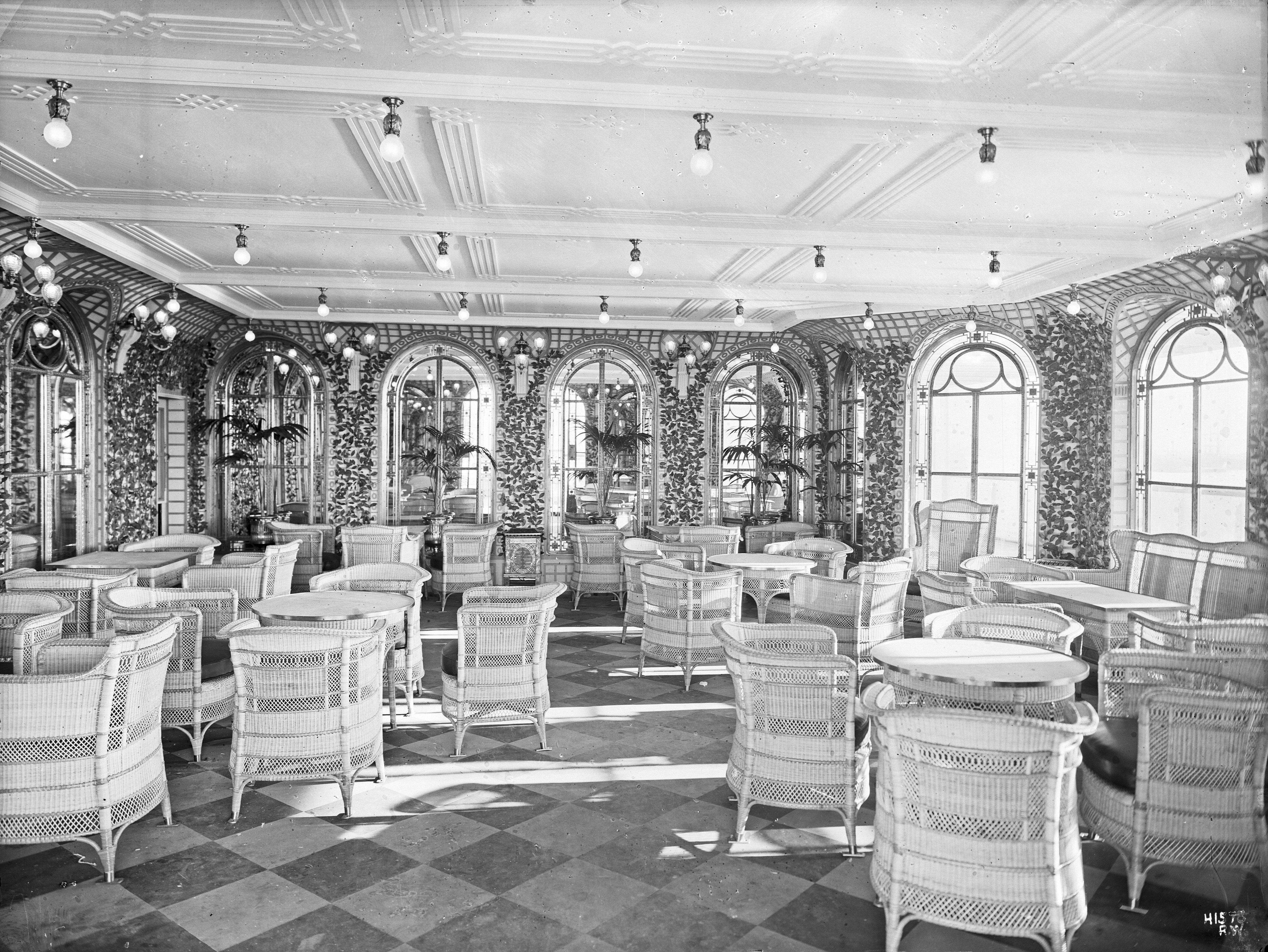
Hiên Café trên Titanic
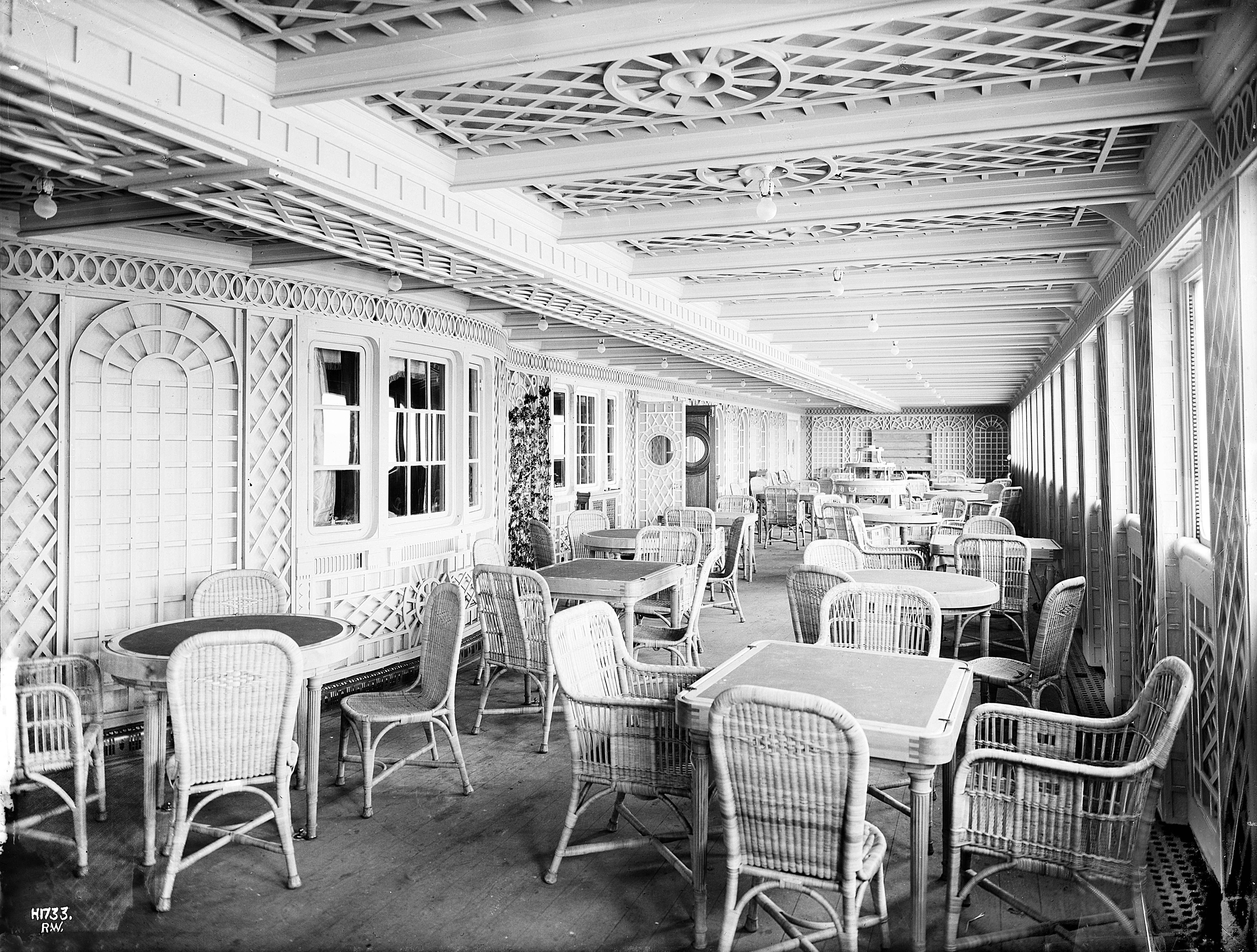
Café Parisien trên Titanic
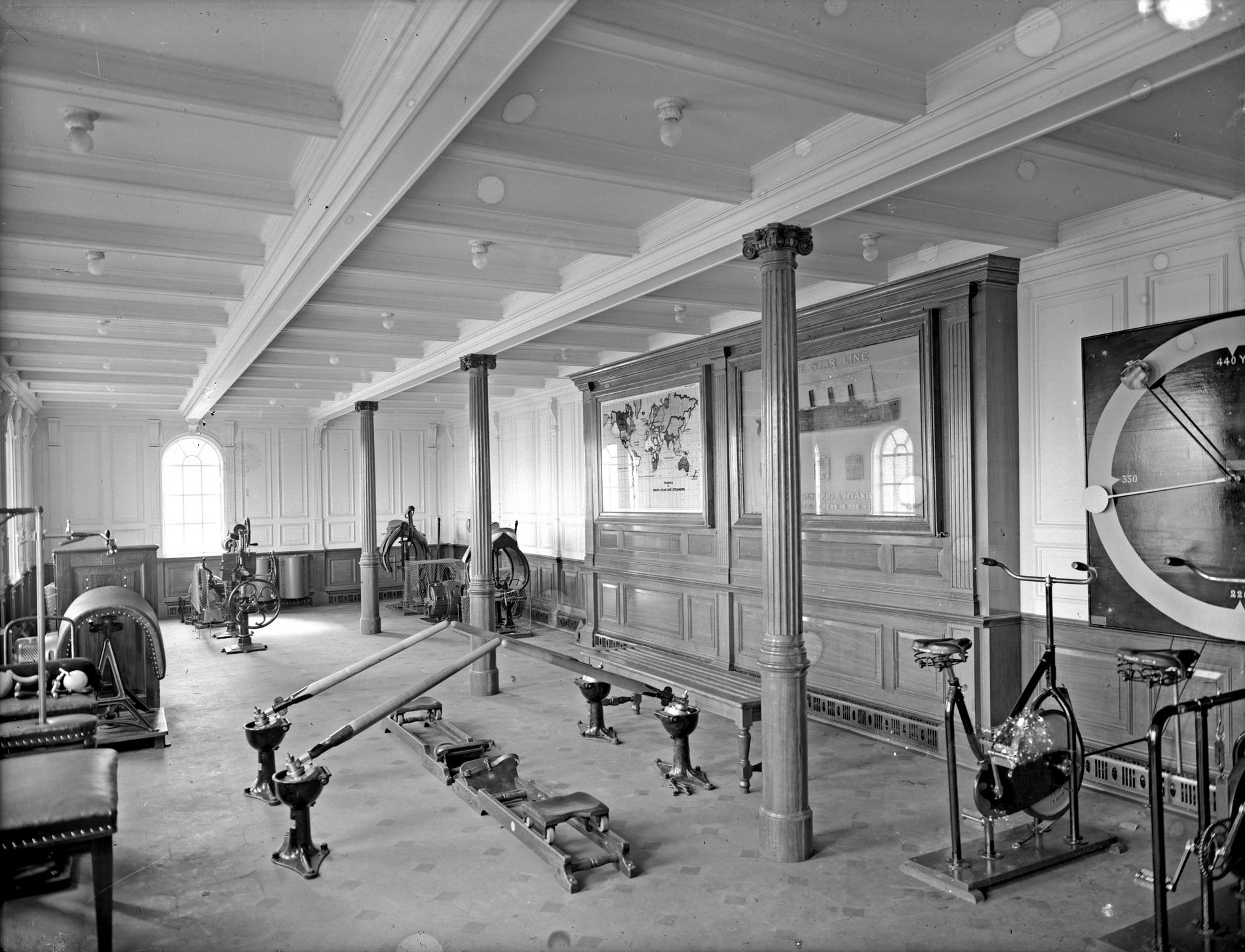
Phòng tập thể thao trên Titanic
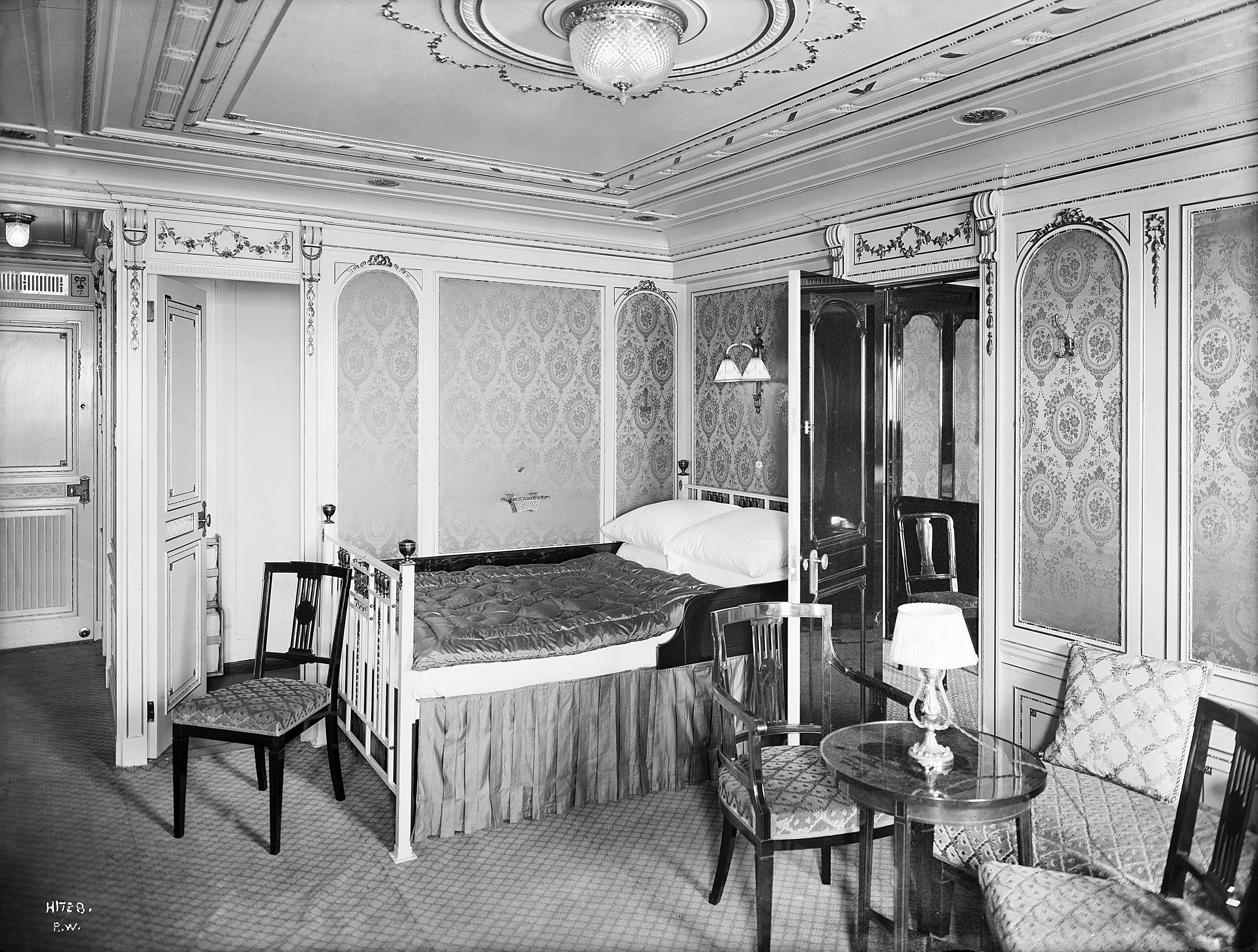
Cabin hạng nhất trên Titanic
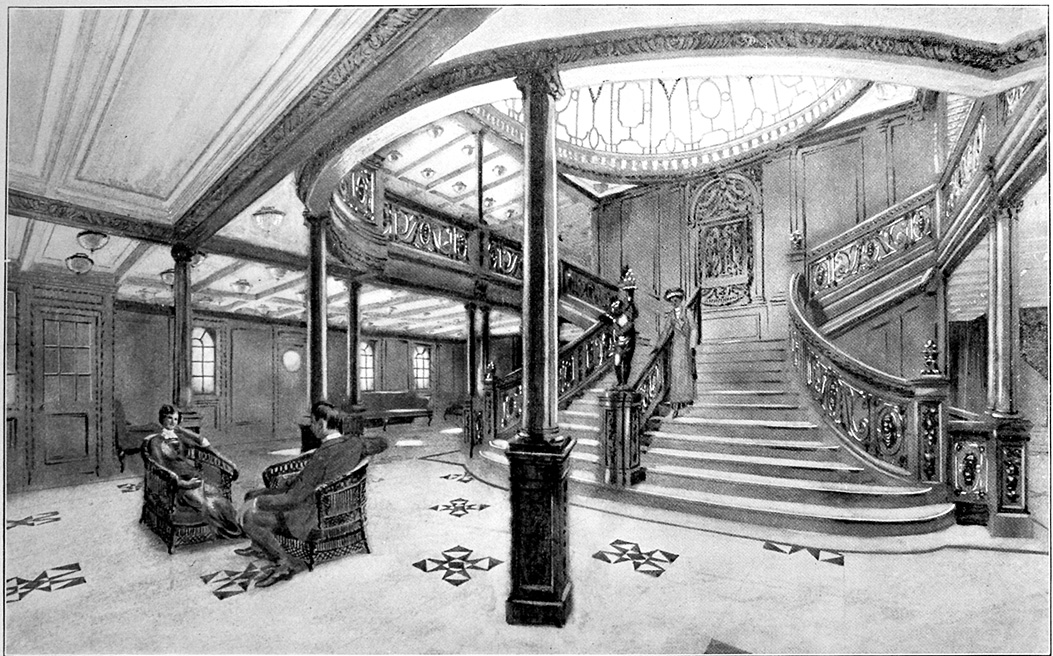
Hình vẽ Cầu thang lớn ở khoang hạng nhất trên Titanic

## Chú giải
a. ^  Thời gian đưa ra là thời gian của tàu, tức giờ địa phương cho vị trí của tàu Titanic trên Đại Tây Dương. Trong đêm đắm, nó đang ở khoảng một tiếng rưỡi trước EST và hai giờ sau GMT.
b. ^  Cuốn Titanic của Thư viện Quốc hội Hoa Kỳ và Leo Marriott xác định nó là tàu Olympic, cuốn Khám phá Titanic của Robert Ballard và cuốn Không thể chìm: Câu chuyện đầy đủ về RMS Titanic của Daniel Allen Butler xác định đó là Titanic.